# Wolfgang Amadeus Mozart
Wolfgang Amadeus Mozart (Salisburgo, 27 gennaio 1756 – Vienna, 5 dicembre 1791) è stato un compositore austriaco.

Firma di Wolfgang Amadeus Mozart

Annoverato tra i massimi geni della storia della musica, la sua fama persistente è legata al profondo influsso della sua arte sul gusto musicale moderno e alla popolarità, nella cultura dei posteri, della sua stessa figura assurta ad antonomasia del genio e spesso mitizzata.
Bambino prodigio, coltivò fin dalla prima infanzia assiduamente il proprio talento e lasciò un vasto catalogo di composizioni nel corso di una carriera che, nonostante la morte in giovane età, abbraccia l'arco di un trentennio. A differenza di quella degli altri grandi geni appartenenti alla Prima scuola viennese, Haydn e Beethoven, la sua produzione si caratterizza per l'esplorazione di qualsiasi forma in voga al suo tempo; eccelle in ognuna e mostra la capacità di esprimere in musica un'ampia gamma di emozioni. La critica postuma ne ha offerto interpretazioni eterogenee e talvolta opposte (classica, preromantica), giustificando così il carattere di universalità spesso riconosciuto all'arte mozartiana.
Fu il primo tra i grandi compositori a intraprendere in parte, dopo la rottura definitiva con l'arcivescovo di Salisburgo e l'approdo a Vienna, una carriera da libero professionista. Emancipato dalla protezione arcivescovile, Mozart poté quindi emergere nella sua più autentica personalità musicale: si aprì in tal modo il cosiddetto decennio dei capolavori (1781-1791), interrotto di colpo dalla morte prematura del musicista, a 35 anni, per una malattia mai identificata. Sulle circostanze della morte di Mozart la nascente epoca romantica ricamò sospetti e leggende, complice soprattutto la macabra coincidenza della stesura del Requiem, commissionato misteriosamente e lasciato incompiuto.

## Nome
Mozart fu registrato al battesimo come Joannes Chrysostomus Wolfgangus Theophilus.
Joannes Chrysostomus era una dedica al santo del giorno di nascita (Giovanni Crisostomo, 27 gennaio). Wolfgang, il cui significato è "dal passo di lupo", e Theophilus (dal greco Theophilos, Θεόφιλος, "che ama Dio") sono in onore rispettivamente del nonno materno Wolfgang Nikolaus Pertl (1667-1724) e del padrino di battesimo, il commerciante e consigliere civico Johann Theophilus Pergmayr.
Leopold Mozart chiamava vezzeggiativamente suo figlio Wolferl. Amadeus è il corrispondente latino di Theophilos, e il compositore lo preferiva a quest'ultimo, più spesso abbreviandolo Amadé o Amadè. La forma tedesca Gottlieb, usata anche dal padre in alcune lettere nei primi anni di vita del bambino, ricorre in alcune biografie più antiche. Patendo una certa insofferenza per la desinenza del nominativo latino, Mozart si firmò a volte con enfasi scherzosa Wolfgangus Amadeus Mozartus.

## Biografia

### La nascita e la famiglia

Il piccolo Mozart in un ritratto anonimo, incerta attribuzione a Pietro Antonio Lorenzoni (1763)

Wolfgang Amadeus Mozart nacque il 27 gennaio 1756 alle ore 20:00 al numero 9 di Getreidegasse a Salisburgo, capitale del principato arcivescovile di Salisburgo, all'epoca territorio sovrano appartenente al Sacro Romano Impero nel Circolo Bavarese. Wolfgang fu battezzato il giorno dopo la nascita presso la cattedrale di San Ruperto.

La notizia della nascita di Wolfgang venne data dal padre Leopold (1719 - 1787) in una lettera del 9 febbraio 1756 a un amico di Augusta, Johann Jakob Lotter: 
I genitori di Wolfgang avevano quasi la stessa età (la madre differiva dal marito di un solo anno) ed erano persone molto conosciute e attive all'epoca della sua nascita: il padre Leopold, compositore e insegnante di musica, ricopriva l'incarico di vice Kapellmeister presso la corte dell'arcivescovo Anton von Firmian; la madre Anna Maria Pertl (1720 – 1778) era figlia di un prefetto e già vedova quando sposò il suo secondo marito.
Dei sette figli di Leopold e Anna Maria, Wolfgang a parte, l'unica non morta durante l'infanzia era la sorella maggiore Maria Anna (1751 – 1829), detta Nannerl o Nannette. Familiarmente, il piccolo Mozart era noto coi nomignoli di Wolferl o Woferl.

### Genio precoce (1756–1769)

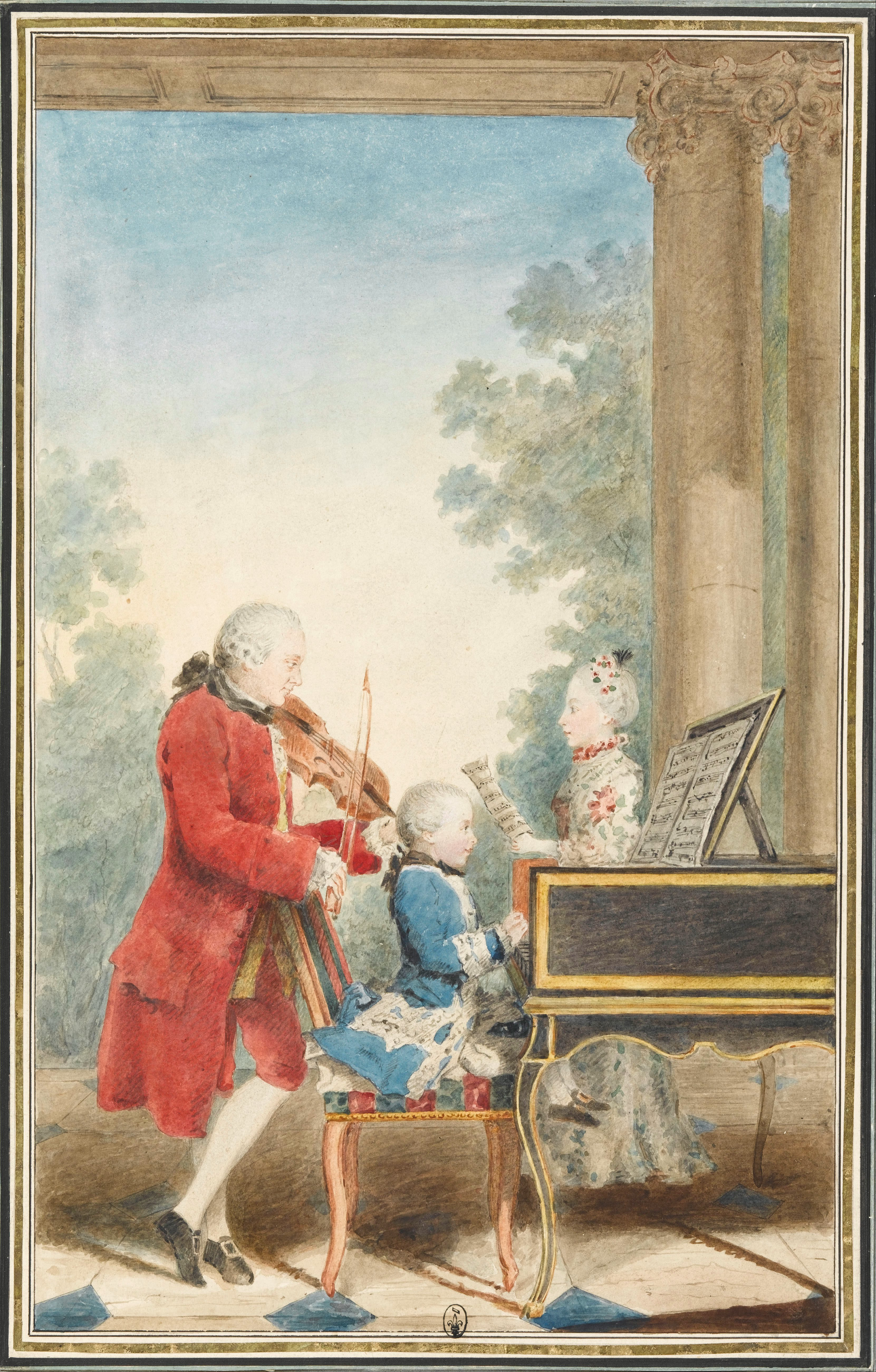
La famiglia Mozart

Il bambino dimostrò un talento per la musica tanto precoce quanto straordinario, un vero e proprio bambino prodigio: a tre anni batteva i tasti del clavicembalo, a quattro suonava brevi pezzi e a cinque era già autore di alcune composizioni come, ad esempio, un "Andante e Allegro" o come l'"Allegro" e il "Minuetto" scritti tra l'11 e il 16 dicembre 1761, composizioni oggi note col nome "Wolfgangerl Compositiones". Esistono vari aneddoti riguardanti la sua memoria prodigiosa, la composizione di un concerto all'età di cinque anni, la sua gentilezza e sensibilità e la sua paura per il suono della tromba. Aveva inoltre la capacità di riconoscere l'altezza dei suoni (il cosiddetto orecchio assoluto).
Leopold definiva suo figlio come "il miracolo che Dio ha fatto nascere a Salisburgo" ed è ragionevole ritenere che il grandissimo talento mostrato dal piccolo Wolfgang abbia motivato nel padre una responsabilità molto grande, oltre quella di un semplice genitore o insegnante. Contrariamente a quanto riportato da alcuni, tra cui la figlia Nannerl, Leopold continuò a svolgere con cura i suoi servizi a corte, ma dedicò grandissima energia, molto tempo e denaro nell'educazione musicale dei figli, anche con diversi viaggi in Europa che, oltre a segnarlo fisicamente, hanno probabilmente arrestato l'avanzamento della sua carriera professionale a corte.
Quando non aveva neppure sei anni, nel 1762, il padre portò Wolfgang e la sorella, pure lei assai dotata, a Monaco, affinché suonassero per la corte del principe elettore bavarese Massimiliano III nel loro primo concerto ufficiale; alcuni mesi dopo si recarono a Vienna, dove furono presentati alla corte imperiale e dove proseguirono le loro esibizioni in varie abitazioni nobiliari.
Verso la metà del 1763, egli ottenne il permesso di assentarsi dal suo posto di vice Kapellmeister presso la corte del principe arcivescovo di Salisburgo.

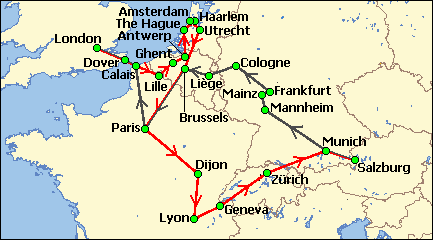
Itinerario del viaggio in Europa, 1763-1766. Le linee nere mostrano il viaggio di andata verso Londra, 1763-1764, quelle rosse indicano il viaggio di ritorno verso Salisburgo, 1765-1766.

Tutta la famiglia intraprese così un lungo viaggio nel continente, che durò più di tre anni. I Mozart soggiornarono nei principali centri musicali dell'Europa occidentale della seconda metà del Settecento: Monaco di Baviera, Augusta, Stoccarda, Mannheim, Ludwigsburg, Schwetzingen, Heidelberg, Magonza, Francoforte, Coblenza, Colonia, Aquisgrana, Bruxelles, Parigi (giungendovi il 18 novembre 1763 e trascorrendovi il primo inverno), Versailles (dove soggiornarono e si esibirono nella prestigiosa Reggia), poi la lunga sosta a Londra fino al luglio del 1765, quindi di ritorno attraverso Dover, L'Aia, Amsterdam, Utrecht, Malines, Parigi (arrivo il 10 maggio 1766), Digione, Lione, Ginevra, Losanna, Berna, Zurigo, Donaueschingen, Ulma, nuovamente Monaco di Baviera e infine il rientro a Salisburgo il 29 novembre 1766.

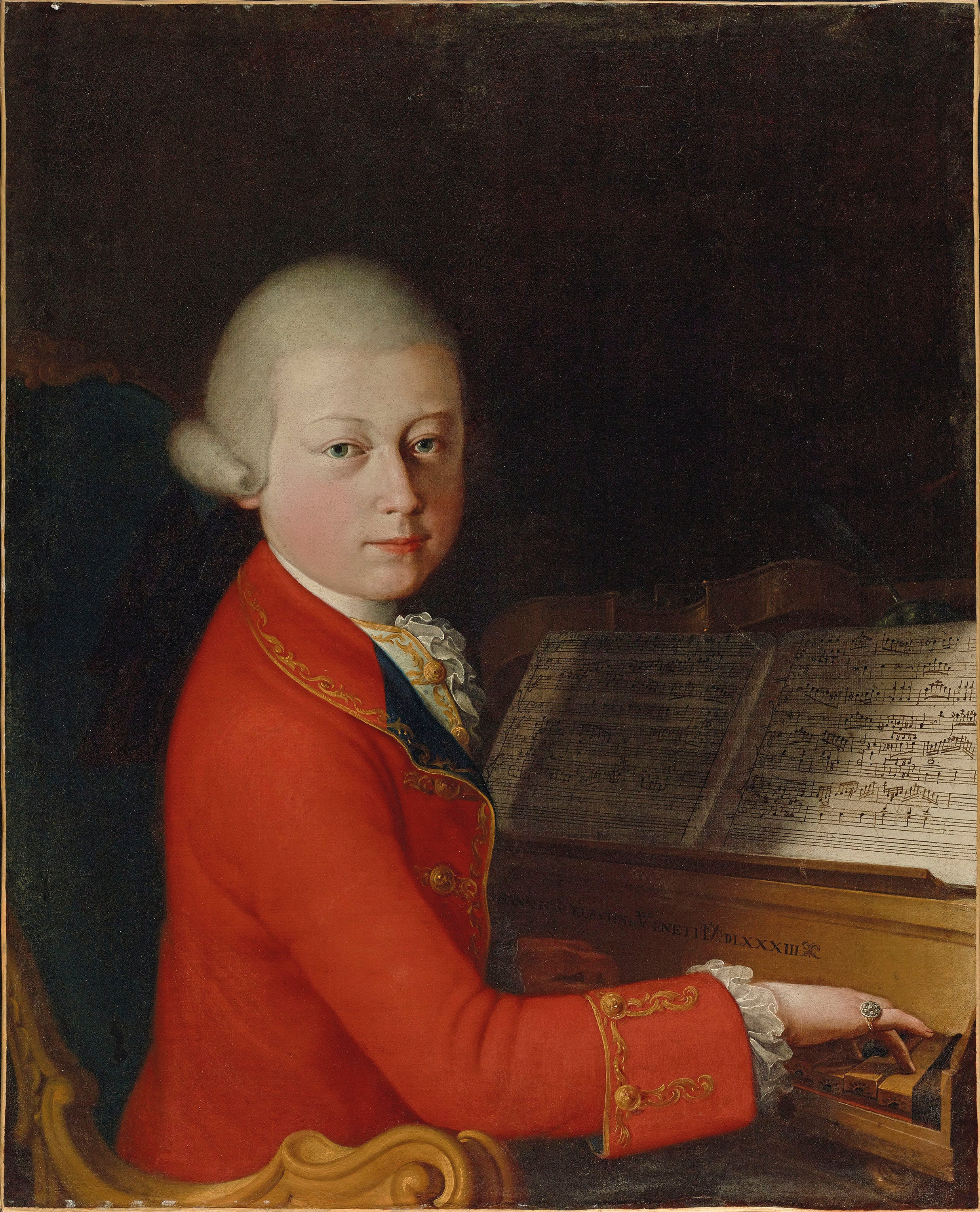
Il piccolo Mozart in una tournée a Verona

Mozart suonò nella maggior parte di queste città, da solo o con la sorella, o presso una corte, o in pubblico, o in una chiesa. Le lettere che Leopold scrisse agli amici di Salisburgo raccontano l'universale ammirazione riscossa dai prodigi di suo figlio.
A Parigi incontrarono molti compositori tedeschi e qui furono pubblicate le prime composizioni di Mozart (sonate per clavicembalo e violino, dedicate a una principessa reale; cfr. KV 6-9).
A Londra conobbero, tra gli altri, Johann Christian Bach, il figlio più giovane di Johann Sebastian e una delle figure di primo piano della vita musicale londinese; sotto la sua influenza, Mozart compose le sue prime sinfonie (n. 1, n. 4 e K 19a). Seguì un'altra sinfonia durante il soggiorno a L'Aia, nel viaggio di ritorno (Sinfonia n. 5).
Dopo poco più di nove mesi trascorsi a Salisburgo, i Mozart partirono per Vienna nel settembre 1767, dove restarono per quindici mesi, escluso un intervallo di dieci settimane trascorse a Brno (Brünn) e Olomouc (Olmütz) durante un'epidemia di vaiolo. Mentre a Salisburgo Mozart aveva composto la prima parte di un singspiel sacro in tedesco, Die Schuldigkeit des ersten Gebots, (K 35), rappresentato nel palazzo dell'arcivescovo, un intermezzo in latino, Apollo et Hyacinthus (K 38), rappresentato all'università, e una cantata per la Passione, Grabmusik (K 42), rappresentata nel Duomo, a Vienna compose un altro singspiel tedesco in un atto, Bastien und Bastienne (K 50), che fu rappresentato privatamente. Maggiori speranze furono riposte nella prospettiva di vedere rappresentata nel teatro di corte un'opera buffa italiana, La finta semplice (K 51), che tuttavia vennero deluse, con grande indignazione di Leopold.
Una grande messa solenne (probabilmente la Messa solenne in Do minore "Weisenhausmesse", K 139) fu invece eseguita alla presenza della corte imperiale in occasione della consacrazione della chiesa dell'Orfanotrofio. La finta semplice venne rappresentata l'anno seguente, 1769, nel palazzo dell'arcivescovo a Salisburgo. Nel mese di ottobre, Mozart fu nominato Konzertmeister senza stipendio presso la corte salisburghese.
Appena tredicenne, Mozart aveva acquisito una notevole familiarità con il linguaggio musicale del suo tempo. Le prime sonate di Parigi e Londra, i cui autografi includono l'ausilio della mano di Leopold, mostrano un piacere ancora infantile nel modellare le note e la tessitura musicale. Le sinfonie di Londra e de L'Aia attestano la rapida e originale acquisizione da parte di Mozart della musica che aveva incontrato. Analoghe dimostrazioni provengono dalle sinfonie composte a Vienna (come la Sinfonia n.6 e, specialmente, n. 8), caratterizzate da una tessitura più ricca e da uno sviluppo più approfondito. La sua prima opera italiana, poi, mostra un veloce apprendimento delle tecniche dello stile buffo.

### Mozart in Italia (1769–1773)
(Wolfgang Amadeus Mozart, 1776)
Fu la ricerca di nuove committenze l'origine dei numerosi viaggi dei Mozart, di cui tre in Italia. Dal 1769 al 1773 Wolfgang effettuò con il padre tre viaggi in Italia, durante i quali suonò e ascoltò musica nelle varie città.
Primo viaggio (1769-1771):

Mappa che mostra i principali luoghi visitati dalla famiglia Mozart durante il primo viaggio, dal dicembre 1769 al marzo 1771: la linea nera mostra il percorso di andata fino a Napoli; la linea verde indica invece le deviazioni durante il viaggio di ritorno

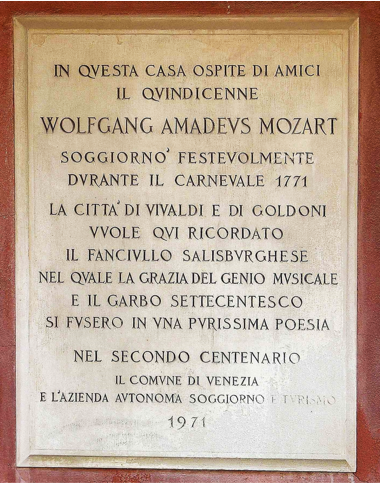
Mozart a Venezia, San Marco, Ponte dei Barcaroli 1830

- dicembre 1769: Egna, Rovereto e Verona;
- gennaio 1770: Mantova, Cremona e Milano;
- marzo 1770: Lodi, Parma, Bologna e Firenze;
- aprile 1770: Roma;
- maggio 1770: Napoli, da cui va in gita a Pozzuoli, Baia, Pompei, Ercolano e Caserta;
- giugno 1770: Roma;
- luglio 1770: Spoleto, Loreto, Ancona, Senigallia, Pesaro, Rimini e Bologna;
- ottobre 1770: Milano;
- gennaio 1771: Torino e Milano Firenze
- febbraio 1771: Verona, Vicenza, Padova e Venezia;
- marzo 1771: Padova, Verona, Rovereto e Salisburgo.

Secondo viaggio (1771):
- agosto 1771: Rovereto, Ala, Verona, Brescia e Milano;
- dicembre 1771: Brescia, Verona, Ala, Bressanone e Salisburgo.

Terzo viaggio (1772-1773):
- ottobre 1772: Bressanone, Trento, Rovereto e Ala;
- novembre 1772: Verona e Milano;
- marzo 1773: Verona, Trento, Bressanone e Salisburgo.

#### Primo viaggio in Italia

##### Verona
La sosta più lunga fu di due settimane trascorse a Verona, dove la stampa riferì entusiasticamente del concerto pianistico di Wolfgang del 5 gennaio 1770 per l'Accademia Filarmonica di Verona nella Sala Maffeiana del Teatro Filarmonico. Padre e figlio assistettero il 3 gennaio a una rappresentazione di Ruggiero di Pietro Alessandro Guglielmi al Teatro Filarmonico che Wolfgang descrisse in modo sprezzante in una lettera a sua sorella Maria Anna Mozart. Il ragazzo ebbe anche il suo ritratto dipinto da un artista locale, Saverio Dalla Rosa e il 7 gennaio tenne un concerto organistico nella Chiesa di San Tomaso Cantuariense.

##### Milano

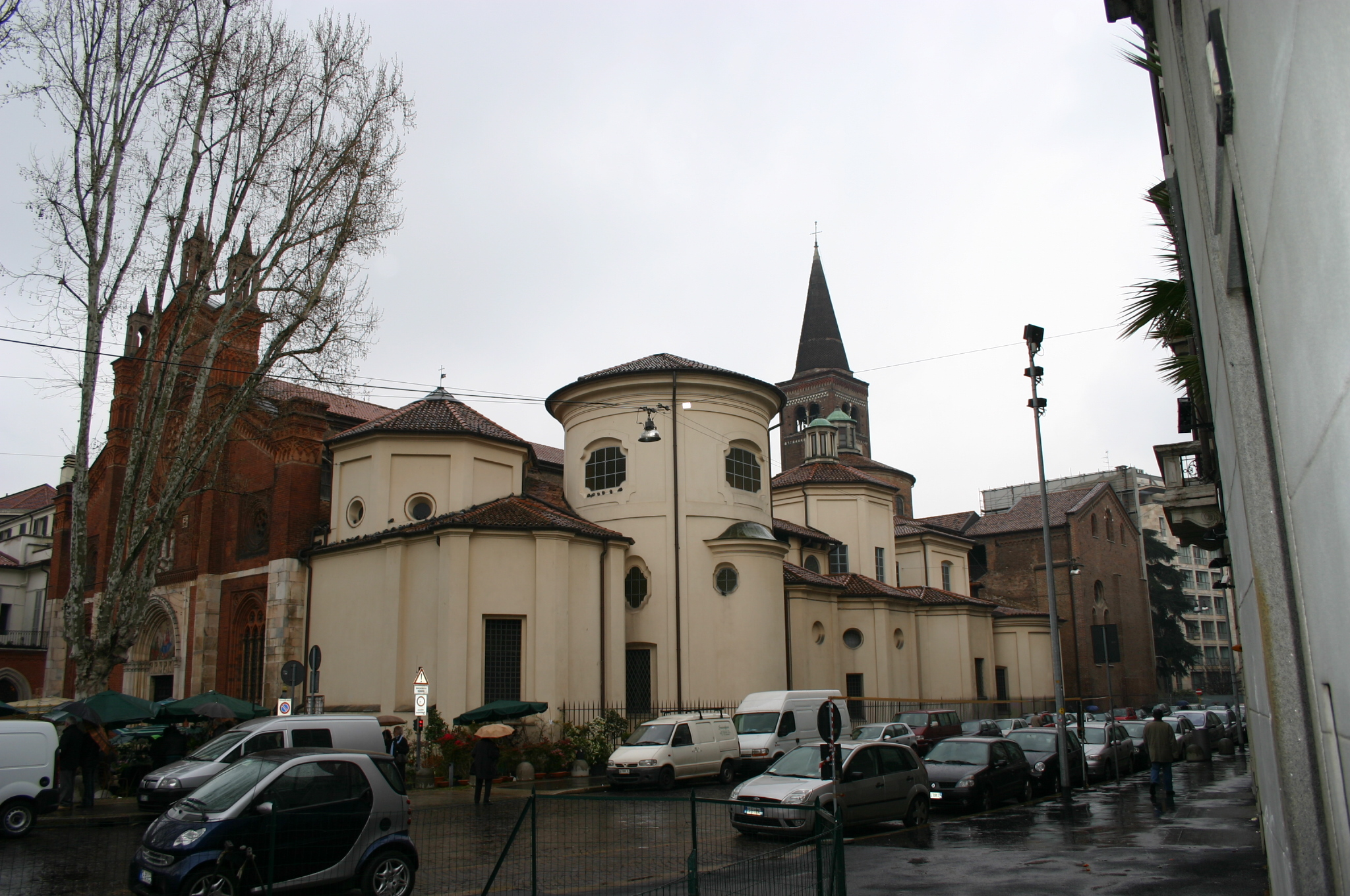
Chiesa di San Marco a Milano, nella cui canonica i Mozart alloggiarono durante la prima visita nella città

I soggiorni milanesi sarebbero diventati un'importante esperienza formativa: Mozart (talvolta chiamato "Volgango Amadeo") rimase a Milano complessivamente per quasi un anno della sua vita. Incontrò musicisti (Johann Adolph Hasse, Niccolò Piccinni, Giovanni Battista Sammartini, Johann Christian Bach e forse anche Giovanni Paisiello), cantanti (Caterina Gabrielli) e scrittori (Giuseppe Parini, che scrisse per lui alcuni libretti).
Hasse rimase molto colpito dalle capacità del ragazzo, tanto che disse: "Questo ragazzo ci farà dimenticare tutti".
Tra le più importanti conoscenze che fece Mozart spicca quella del conte trentino Carlo Giuseppe Firmian, descritto come il "re di Milano", un colto e influente mecenate. Il suo supporto fu vitale per il successo dell'intero viaggio in Italia.
Lasciò Milano il 15 marzo 1770, per tornarci più volte in seguito. Arrivato a Lodi, sulla strada per Parma, scrisse le prime tre parti (adagio, allegretto e minuetto) del Quartetto per archi n. 1, K 80, completato con il Rondò che avrebbe scritto più tardi, forse a Vienna (1773) o a Salisburgo (1774). 
Tornò a Milano per rappresentare le sue opere liriche. L'ultima a esordire in un teatro italiano fu il Lucio Silla, nel 1772.

##### Bologna
L'epistolario di Mozart, noto anche per la giocosità scurrile delle lettere in esso contenute, è stato reso pubblico nella sua interezza solo in tempi recenti. Per curiosità se ne propongono alcuni estratti.
- «Vedi, sono capace di scrivere in tutti i modi che voglio, elegante o selvaggio, corretto o contorto. Ieri ero di pessimo umore e il mio linguaggio era corretto e serio; oggi sono allegro e il mio stile è contorto e giocoso». Alla cugina Maria Anna Thekla, chiamata affettuosamente Bäsle.

- «Oui, con quanto sentimento defeco sul tuo naso, così che ti coli sul mento». Alla Bäsle.
- «Ieri ascoltammo il re scoreggione/Era dolce come torrone/E benché non fosse granché in voce/Rumoreggiava in modo atroce». Alla madre.
- «Sono dispiaciuto di sentire che Herr Abate Salate ha avuto un colpo apoplettico, ma spero che con l'aiuto del Signore Truffatore le conseguenze non siano un insano pantano» (1777).
- «Ora le comunico una notizia che forse saprà già: quell'ateo e arcibirbone di Voltaire, è morto come un cane. Che ricompensa!».[31] Lettera al padre Leopold (1778).

Un altro importante soggiorno fu quello a Bologna (in due riprese, da marzo a ottobre 1770). Ospite del conte Gian Luca Pallavicini, ebbe l'opportunità di incontrare musicisti e studiosi (dal celebre castrato Farinelli ai compositori Vincenzo Manfredini e Josef Mysliveček, fino allo storico della musica inglese Charles Burney e padre Giovanni Battista Martini). A Parma ebbe l'occasione di assistere a un concerto privato del celebre soprano Lucrezia Agujari, detta La Bastardella.
Wolfgang prese lezioni di contrappunto da padre Giovanni Battista Martini, all'epoca considerato come il più grande teorico musicale e il più grande esperto d'Europa nel contrappunto rinascimentale e barocco.
Da lui Mozart apprese soprattutto i precetti del contrappunto nello stile di Palestrina ed approfondì l'arte violinistica ed orchestrale di autori come Corelli, Tartini e Torelli.

##### Firenze
A Firenze, grazie alla raccomandazione del conte Pallavicini, la famiglia Mozart ottenne udienza presso Palazzo Pitti con il granduca e futuro imperatore Leopoldo II. Ritrovarono a Firenze anche il violinista Pietro Nardini, già incontrato all'inizio del viaggio in Italia. Nardini e Wolfgang suonarono insieme in un lungo concerto serale al palazzo estivo del Granduca.

##### Roma
Mozart diede una straordinaria prova delle sue capacità a Roma: ascoltò nella Cappella Sistina il Miserere di Gregorio Allegri e riuscì nell'impresa di trascriverlo interamente a memoria dopo solo due ascolti. Si trattava di una composizione a nove voci, apprezzata a tal punto da essere proprietà esclusiva della cappella pontificia, tanto da essere intimata la scomunica a chi se ne fosse impossessato al di fuori delle mura vaticane. La portata del fatto sta nell'età del giovanissimo compositore e all'incredibile capacità mnemonica nel ricordare un brano che riassume nel proprio finale nove parti vocali. La notizia dell'impresa raggiunse anche papa Clemente XIV.
Il soggiorno a Roma vide Mozart impegnato in un'intensa attività compositiva: infatti, è durante questo periodo che scrisse opere come la Contraddanza K 123 (K6 73g) e l'aria Se ardire, se speranza K 82 (K6 73o).

##### Napoli
Dopo tale impresa i salisburghesi, passando per Sessa Aurunca (dove alloggiarono nel edificio vanvitelliano) e Capua, si recarono a Napoli, dove arrivarono il 14 maggio 1770 e soggiornarono per sei settimane. Qui ebbero un incontro con il segretario di Stato Bernardo Tanucci e con l'ambasciatore britannico William Hamilton, che avevano già conosciuto a Londra. Mozart tenne anche un concerto al conservatorio della Pietà dei Turchini, durante il quale qualcuno attribuì all'anello che portava al dito la genesi delle sue incredibili capacità musicali; Wolfgang se lo tolse e lo posò sulla tastiera, dimostrando che il suo talento non derivava da virtù magiche.
Napoli nel 1770 era una delle capitali europee della musica, oltre che quella di un regno e i Mozart ebbero modo di venire direttamente a contatto con il mondo del teatro d'opera della città. Wolfgang era attratto dagli innovatori dell'opera italiana: Domenico Cimarosa, Tommaso Traetta, Pasquale Cafaro, Gian Francesco de Majo e principalmente Giovanni Paisiello.  Secondo il musicologo Hermann Abert, da Paisiello il giovane Mozart doveva apprendere diversi aspetti "[...] sia per i nuovi mezzi espressivi sia per l'uso drammatico-psicologico degli strumenti"..
Ferdinando IV di Borbone, all'epoca diciottenne, non lo ricevette a corte ma soltanto in una visita di cortesia presso la reggia di Portici. Mozart fu invitato a scrivere un’opera per la successiva stagione del San Carlo, ma fu costretto a rifiutare a causa di un precedente impegno preso con il teatro Ducale di Milano. Della difficoltà di emergere a Napoli come operista, a causa della concorrenza di numerosi e affermati musicisti locali attivi in quella città, Wolfgang si ricorderà in una lettera al padre Leopold del 23 febbraio 1778:

##### Viaggio di ritorno

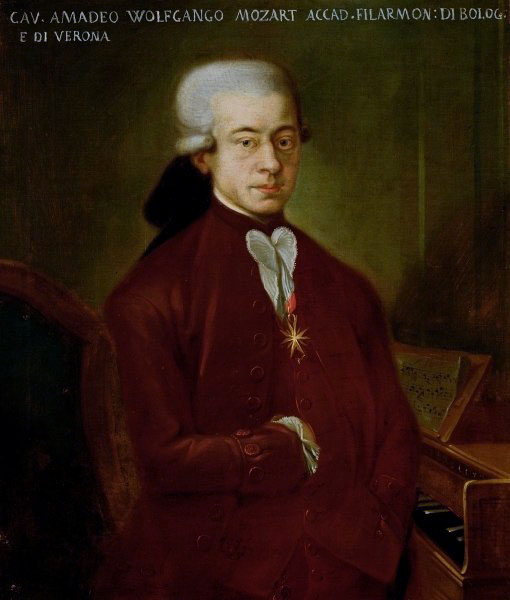
Mozart a Bologna in un dipinto del 1777 fatto realizzare appositamente per la quadreria di Padre Martini a Bologna (Ordine dello Speron d'Oro) nel Museo internazionale e biblioteca della musica

Il viaggio di ritorno verso la casa natale iniziò con una nuova sosta a Roma, dove papa Clemente XIV gli conferì lo Speron d'Oro. Quindi lasciarono Roma per recarsi sulla costa adriatica, fermandosi ad Ancona e Loreto; questo soggiorno colpì il giovane Mozart, tanto che, subito dopo il ritorno, scrisse una composizione sacra dedicata alla Madonna di Loreto dal titolo Litaniae Lauretanae Beatae Mariae Virginis, seguita tre anni più tardi, nel 1774, da una seconda.
In seguito, i Mozart si fermarono nuovamente a Bologna, dove sostarono per qualche tempo a causa di un infortunio alla gamba di Leopold. Durante questo periodo, Wolfgang compose il Minuetto per orchestra K 122 (K673t) e un Miserere in La minore, K 85 (K6 73s). Nello stesso periodo gli fu recapitato il libretto dell'opera seria Mitridate, re di Ponto (scritto da Vittorio Amedeo Cigna-Santi), sul quale iniziò a lavorare.
Fu probabilmente all'inizio di ottobre del 1770 che Mozart iniziò gli studi sotto Giovanni Battista Martini. Fu presso di lui che sostenne l'esame per l'aggregazione all'Accademia Filarmonica di Bologna (allora titolo ambitissimo dai musicisti europei). La prova consisteva nella redazione di un'antifona di canto fermo (Mozart presentò la sua opera Quaerite primum regnum, K. 86/73v). Il difficile e rigido esame dell'ancora giovane Mozart non fu particolarmente brillante (al musicista venne assegnata la sufficienza); tuttavia, esistono prove del fatto che lo stesso Martini lo abbia aiutato in sede d'esame per favorirne la promozione. A riprova del travagliato esito, infatti, del cosiddetto compito di Mozart esistono oggi due copie, la prima esposta al Museo internazionale e biblioteca della musica e quella "definitiva" all'Accademia Filarmonica di Bologna.
La famiglia giunse in seguito a Milano, dove il 26 dicembre, al Teatro Regio Ducale, fu eseguita la prima rappresentazione dell'opera Mitridate, che vide Wolfgang al clavicembalo. L'evento fu un clamoroso successo, al punto che furono organizzate ventidue repliche.
La tappa successiva fu costituita da un breve soggiorno a Torino, dove Mozart ebbe occasione di incontrare alcuni importanti musicisti, come il violinista Gaetano Pugnani e il quindicenne bambino prodigio Giovanni Battista Viotti. A Padova, don Giuseppe Ximenes, principe d'Aragona e mecenate di musica, commissionò a Mozart un oratorio, La Betulia Liberata K 118 (K6 74c), che rimane l'unica opera di questo genere che il compositore abbia realizzato.
Nel marzo del 1771 i Mozart tornarono a Salisburgo, dove rimasero fino ad agosto, quando ripartirono per un secondo viaggio in Italia, di quattro mesi.

#### Secondo viaggio in Italia
Il 23 settembre 1771 a Milano venne rappresentata l'opera seria Ascanio in Alba su libretto di Giuseppe Parini per celebrare le nozze dell'arciduca Ferdinando d'Asburgo-Este d'Austria con la principessa Maria Beatrice Ricciarda d'Este di Modena. Nonostante il fitto programma di impegni, Mozart riuscì comunque a comporre la Sinfonia n. 13, K 112. Anche un'altra sinfonia, K 96, fu probabilmente scritta in questo periodo, nonostante rimangano ancora dubbi sulla datazione.
Nel dicembre dello stesso anno i Mozart tornarono a Salisburgo. Dopo pochi giorni morì l'arcivescovo Sigismund III von Schrattenbach, sostituito successivamente da Hieronymus von Colloredo, al quale Wolfgang dedicò l'opera seria Il sogno di Scipione. Il padre Leopold, intuendo che con il nuovo arcivescovo le possibilità di promozione si sarebbero ridotte notevolmente, organizzò un terzo viaggio in Italia per sperare di trovare una degna occupazione al figlio.

#### Terzo viaggio in Italia

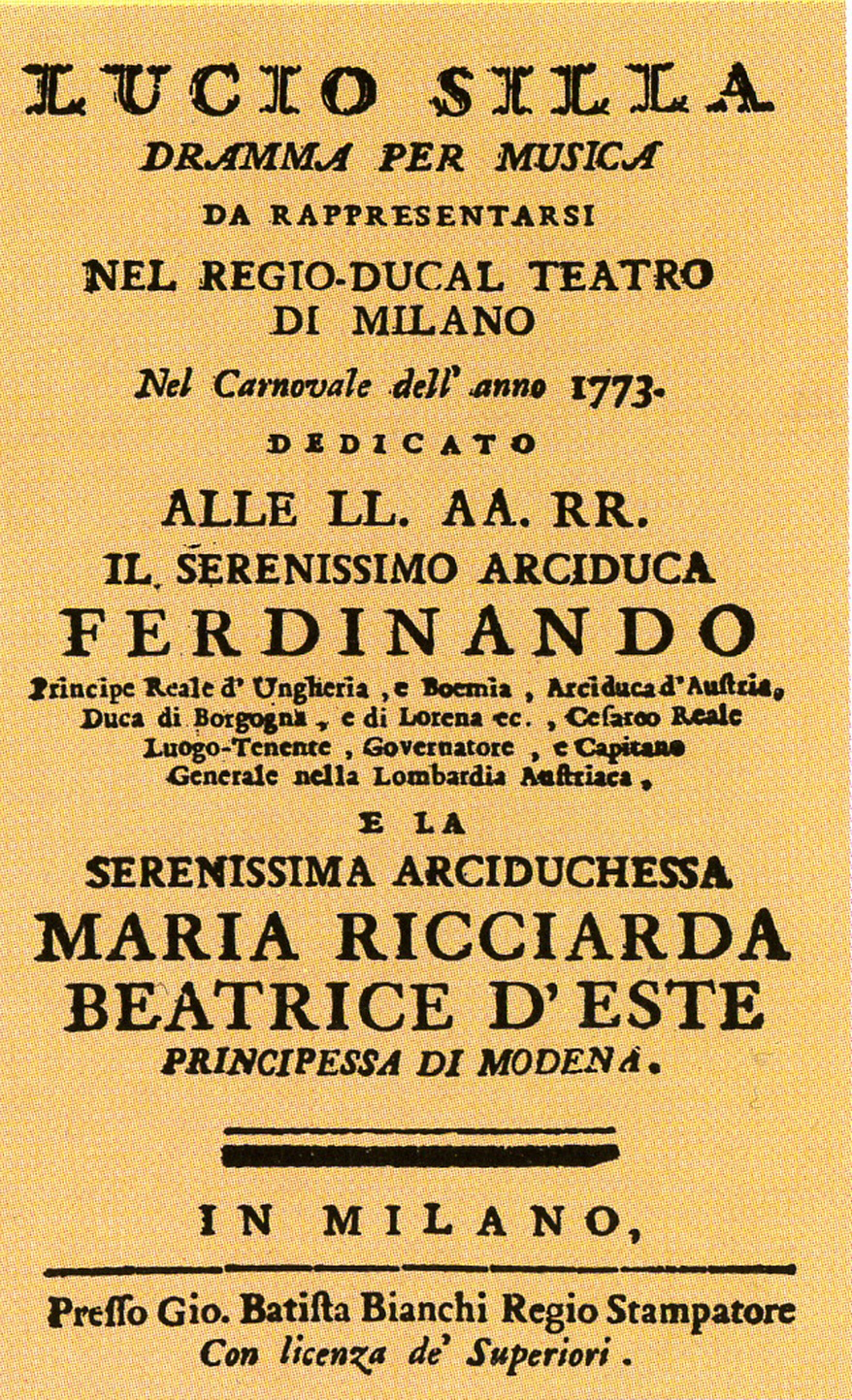
Libretto del Lucio Silla

Il terzo e ultimo viaggio in Italia durò dall'ottobre del 1772 fino al marzo del 1773, periodo in cui di rilievo è la composizione e la rappresentazione dell'opera Lucio Silla a Milano. Dopo un iniziale insuccesso, questa opera seria divenne ancor più rappresentata e apprezzata della precedente e applaudita Mitridate, re di Ponto.
Stante questo successo, Leopold sperò di ottenere un posto per il figlio Wolfgang presso la corte del granduca Leopoldo I di Toscana. Nell'attesa di avere udienza presso il granduca, Wolfgang compose i cosiddetti sei Quartetti Milanesi (dal K 155/134a al K 160/159a) e il famoso mottetto Exsultate, jubilate, K 165. Tuttavia, la risposta del granduca fu negativa. Per tale motivo, i Mozart ritornarono a Salisburgo e né Wolfgang né Leopold sarebbero più rientrati in Italia.

### Musicista di corte a Salisburgo (1773-1777)
Dopo il ritorno dal viaggio in Italia, Mozart svolse regolarmente l'incarico, che gli era stato assegnato l'anno precedente, di konzertmeister con stipendio annuo di 150 fiorini presso la corte dell'arcivescovo Colloredo. Il compositore aveva un gran numero di amici e ammiratori a Salisburgo, perciò ebbe l'opportunità di concentrare la sua attività compositiva su numerosi generi, tra cui varie sinfonie (alcune delle quali appunto chiamate da Alfred Einstein Sinfonie Salisburghesi: la n. 22, n. 23, n. 24, n. 26 e n. 27), messe, serenate e alcune opere minori. Dopo la composizione dell'opera seria Il re pastore, tra il giugno e il dicembre del 1775, Mozart sviluppò un certo entusiasmo per i concerti per violino e orchestra (poi rimasti gli unici di questo genere concepiti dal musicista), componendone quattro di seguito, dopo il primo composto nel 1773. Gli ultimi tre (n. 3 K 216, n. 4 K 218, n. 5 K 219) sono attualmente tra i più eseguiti del repertorio mozartiano.
Nel 1776 il suo interesse si spostò sui concerti per pianoforte, tra i quali è degno di rilievo il concerto per pianoforte e orchestra n. 9 "Jeunehomme", considerato dai critici un'opera cardine dell'evoluzione stilistica del compositore.
Nonostante il successo artistico, lo scontento di Mozart verso Salisburgo crebbe sempre di più e aumentarono gli sforzi per la ricerca di una posizione alternativa: una delle ragioni si può ricercare nel basso stipendio che percepiva (150 fiorini all'anno); un altro motivo era l'assenza di commissioni per opere, genere a cui invece Mozart amava dedicarsi. La situazione peggiorò con la chiusura del teatro di corte nel 1775.
Due viaggi interruppero il lungo periodo salisburghese, entrambi con lo scopo di trovare una nuova occupazione: Mozart visitò Vienna con il padre dal 14 luglio al 26 settembre 1773, dove compose la serie dei cosiddetti sei Quartetti viennesi K 168-173, e Monaco di Baviera dal 6 dicembre 1774 al 7 marzo del 1775. Nessuno dei due soggiorni fu fruttifero, nonostante il successo dell'anteprima dell'opera buffa La finta giardiniera, a Monaco. Al soggiorno monacense risalgono le sue prime sei sonate per pianoforte (K 279, K 280, K 281, K 282, K 283 e K 284).

### Il viaggio a Parigi (1777–1779)
Nell'agosto 1777 Mozart chiese all'arcivescovo il permesso di assentarsi da Salisburgo e il 23 settembre, accompagnato dalla madre, partì alla ricerca di nuove opportunità, in un viaggio che lo avrebbe portato a visitare Augusta, Mannheim, Parigi e Monaco di Baviera.
Mozart e la madre si recarono in primo luogo ad Augusta, facendo visita ai parenti paterni; qui Wolfgang iniziò una vivace amicizia con la cugina Maria Anna Thekla (con la quale in seguito tenne una corrispondenza piena di umorismo allegro e osceno con frequenti riferimenti coprofili e coprofagi).

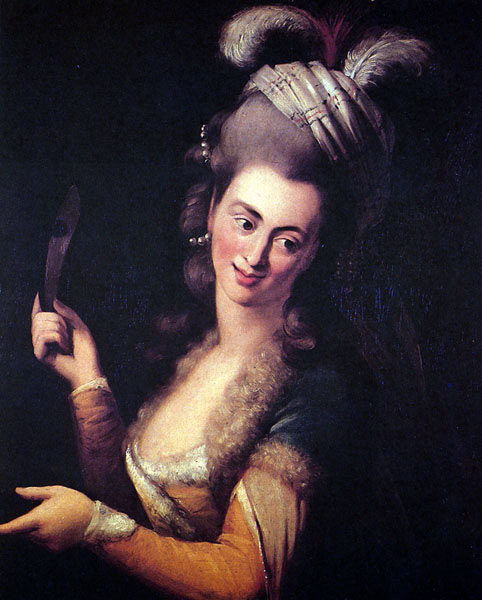
Aloysia Weber in scena in un'opera di André Grétry, dipinto del 1784 circa

Alla fine di ottobre, Mozart e la madre giunsero a Mannheim, la cui corte dell'Elettore Palatino Carlo Teodoro era una delle più famose ed evolute in Europa sul piano musicale con la sua scuola. Mozart vi soggiornò per più di quattro mesi, durante i quali divenne amico di vari musicisti, insegnò musica e suonò. Fu a Mannheim che Mozart si innamorò di Aloysia Weber, un soprano, seconda delle quattro figlie di un copista di musica. In questa città si dedicò anche alla composizione, con la stesura delle sonate per pianoforte n. 7 e n. 9, delle sonate per violino e pianoforte K. 301, K. 302, K. 303 e K. 305, dei concerti per flauto e orchestra n. 1 e n. 2 e di altre composizioni minori.
A Mannheim, però, Mozart non riuscì a trovare impiego malgrado le pressioni dell'amico drammaturgo Otto Heinrich von Gemmingen-Hornberg, per cui partì per Parigi, insieme a sua madre, il 14 marzo 1778.
In una delle sue lettere si cita un possibile incarico da organista presso la reggia di Versailles, ma Mozart non si mostrò disponibile ad accettarlo. Presto si ritrovò nei debiti e dovette impegnare alcuni suoi oggetti di valore.
Tra le composizioni più famose scritte durante il viaggio a Parigi si ricordano la sonata per pianoforte n. 8 K. 310/300d, le sonate per violino e pianoforte K. 304/300c e K. 306/300l, il balletto Les petits riens K. 299b, il concerto per flauto, arpa e orchestra K. 299/297c e la Sinfonia n. 31 (anche chiamata, appunto, Parigi): quest'ultima fu eseguita per la prima volta a Parigi privatamente il 12 giugno 1778 e pubblicamente il 18 dello stesso mese.
Il giorno della prima della sinfonia, il 18 giugno, sua madre era seriamente malata. Secondo Halliwell, si ritardò a chiamare un medico a causa della mancanza di liquidità. Anna Maria morì il 3 luglio 1778 e fu sepolta nel cimitero di Saint Eustache; al suo funerale erano presenti solo il figlio Wolfgang e l'amico Heina.
Durante il soggiorno a Parigi, Leopold negoziava con l'arcivescovo la riassunzione del figlio alla corte di Salisburgo. Con l'aiuto della nobiltà locale, fu offerto a Wolfgang un posto come organista di corte, con un salario annuo di 450 fiorini. Dopo aver lasciato Parigi nel settembre 1778, sostò a Mannheim e a Monaco, serbando ancora qualche speranza di ottenere qualche incarico al di fuori di Salisburgo. A Monaco, in particolare, incontrò nuovamente Aloysia, nel frattempo divenuta una cantante di successo, che però non si dimostrò più interessata al compositore.

### Ritorno a Salisburgo e rottura con l'arcivescovo (1779–1781)
Nella metà di gennaio del 1779, Mozart tornò a Salisburgo e il 17 accettò la nomina a organista di corte; nel periodo 1779-80 la sua attività compositiva fu regolare e la sua produzione musicale manifestò una maggiore maturità acquisita grazie all'esperienza fatta durante l'ultimo viaggio all'estero. Fra le sue opere più notevoli di questo periodo si trovano tre importanti sinfonie (Sinfonia n. 32 in sol maggiore K 318, Sinfonia n. 33 in si bemolle maggiore K 319 e Sinfonia n. 34 in do maggiore K 338), oltre alla cosiddetta serenata "Posthorn" K 320, alla sinfonia concertante per violino, viola e orchestra in mi bemolle maggiore K 364 e alla Messa in do maggiore K 317 detta "dell'Incoronazione"; al di là delle apparenze, tuttavia, lo stato d'animo del compositore non era affatto tranquillo.
Il suo protettore, l'arcivescovo Hieronymus von Colloredo, non era un oscurantista: aderiva al programma di riforme promosse dall'imperatore Giuseppe II, favoriva la cultura e la ricerca e il suo governo manifestava una certa apertura sul piano politico e religioso. Attuò però una politica di tagli e di riduzioni di spese nell'ambito delle istituzioni musicali cittadine, fra l'altro chiudendo gli spazi riservati al teatro musicale; negli anni precedenti Mozart si era lamentato più volte, nelle sue lettere, della scarsa considerazione in cui Colloredo teneva la musica e i musicisti e del fatto che a Salisburgo non si potessero rappresentare né ascoltare opere liriche.
Dopo il suo ritorno a Salisburgo, il massimo desiderio di Mozart era quello di comporre melodrammi e in particolare opere italiane, un genere musicale per il quale egli si sentiva particolarmente portato; era dai tempi della Finta giardiniera, cioè da sei anni, che Mozart non si cimentava in questo tipo di opere. Dopo il ritorno da Parigi, però, e fino all'estate del 1780, il catalogo mozartiano registra due soli tentativi nel campo della musica per il teatro: l'incompiuto singspiel Zaide e le musiche di scena per il dramma Thamos, re d'Egitto.
Verso la fine dell'estate 1780, la corte di Monaco di Baviera commissionò a Mozart la realizzazione dell'opera seria Idomeneo, re di Creta ossia Ilia e Idamante; Mozart iniziò a comporla nel mese di ottobre e il 5 novembre 1780 partì per Monaco, con il permesso, da parte dell'arcivescovo, di rimanervi sei settimane allo scopo di ultimare l'opera e curarne l'allestimento.
Il 29 gennaio 1781 Idomeneo andò in scena; nulla si sa di certo sul suo esito (l'opera fu comunque replicata il 3 febbraio e il 3 marzo); nemmeno si conosce il motivo per il quale Mozart, contrariamente alle sue aspettative, non riuscì a ottenere un impiego come compositore presso la corte di Monaco.
Mozart partì da Monaco il 12 marzo alla volta di Vienna, obbedendo a un ordine dell'arcivescovo che proprio in quel periodo si era recato nella capitale e desiderava ora farvi esibire i propri musicisti di corte; in tal modo l'arcivescovo contava di accrescere il proprio prestigio nei confronti dell'aristocrazia viennese.
Il 16 marzo 1781 Mozart giunse a Vienna, dove accusò apertamente l'avarizia e l'ingiustizia dell'arcivescovo, chiedendo rispetto per la sua dignità d'artista e soprattutto non intendendo più accettare che Colloredo lo trattasse come un servo; agli inizi di maggio, dopo un litigio con l'arcivescovo, Mozart presentò per iscritto a quest'ultimo le proprie dimissioni. Sulle prime, le dimissioni non furono accettate; il camerlengo dell'arcivescovo (conte Karl Joseph Felix Arco), d'accordo con Leopold Mozart, tentò più volte di convincere Wolfgang a ritirare le proprie dimissioni, ma senza successo; alla fine, in un ultimo, teso colloquio, lo spazientito conte Arco buttò letteralmente fuori Mozart con una pedata nel fondoschiena. Mozart narrò l'episodio al proprio padre in una risentita lettera datata 9 giugno:
(Wolfgang Amadeus Mozart, lettera del 9 giugno 1781.)

### Permanenza a Vienna (1781–1791)

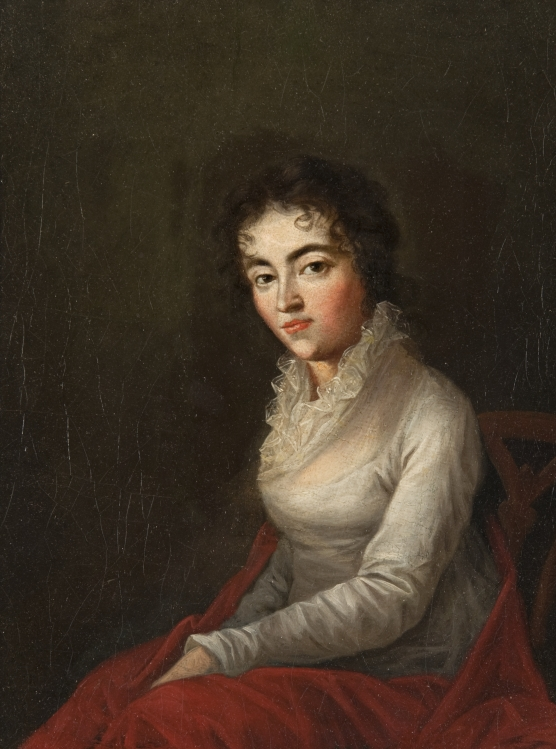
Ritratto di Constanze Weber realizzato da Joseph Lange (1782)

Nei primi giorni del maggio 1781, Mozart andò ad abitare in una stanza in affitto a casa della madre di Aloysia Weber, la signora Maria Caecilia Stamm vedova Weber; quest'ultima viveva a Vienna assieme alle tre figlie nubili, Josepha, Sophie e Constanze; con Constanze Weber, allora diciannovenne, Mozart di lì a poco si fidanzò. La coppia, nonostante la contrarietà di Leopold Mozart, si sposò a Vienna, nella cattedrale di Santo Stefano, il 4 agosto 1782. Constanze ebbe numerose gravidanze, ma solo due figli sopravvissero fino all'età adulta, Carl Thomas e Franz Xaver Wolfgang.
Nel corso del 1781, Mozart completò una serie di sei importanti sonate per violino e pianoforte (K 296, K 376, K 377, K 378, K 379 e K 380), dedicate alla sua allieva Josepha Auernhammer e pubblicate dall'editore Artaria & C. alla fine di novembre. Fra le altre composizioni di quest'anno spiccano due serie di variazioni per pianoforte, rispettivamente K 265 e K 353, nonché la Serenata in mi bemolle maggiore K 375. È incerto se la Serenata in si bemolle maggiore K 361 "Gran Partita" sia stata composta quasi del tutto a Monaco prima del marzo 1781 e poi completata a Vienna, oppure se appartenga interamente al periodo viennese.

#### Il ratto dal serraglio
Il 16 luglio 1782, al Burgtheater di Vienna, ebbe luogo con successo la prima rappresentazione de Il ratto dal serraglio, primo importante capolavoro nel genere del Singspiel. Il libretto, ambientato in Turchia, è venato di comicità popolare e, in una certa misura, attinge agli stereotipi sul mondo musulmano diffusi nell'Europa dell'epoca; tuttavia, nella vicenda (particolarmente nella figura del magnanimo pascià Selim) trovano espressione le idee umanitarie e cosmopolitiche, improntate alla tolleranza, proprie dell'Illuminismo. Con quest'opera, Mozart conferì per la prima volta a un Singspiel un'eccezionale e inedita abbondanza e complessità di contenuti musicali, specialmente nella scrittura delle parti per l'orchestra. Ciò forse impressionò il pubblico dell'epoca, se è vero l'aneddoto tradizionale secondo cui l'imperatore Giuseppe II avrebbe rimproverato a Mozart di avere adoperato "troppe note", suscitando così l'orgogliosa risposta del compositore: "neanche una più del necessario, Maestà".
La composizione del Ratto dal serraglio diede l'occasione a Mozart di enunciare, in una lettera a suo padre, quello che viene considerato un principio cardine della sua poetica teatrale. A proposito dell'aria di Osmin (personaggio negativo, che in questo brano esprime sentimenti di rabbia e di odio), Mozart scrisse:
(Wolfgang Amadeus Mozart, lettera del 26 settembre 1781)
All'estate del 1782 risale l'importante Sinfonia in re maggiore K 385 "Haffner"; dello stesso anno è anche la Serenata in do minore K 388.
Nel periodo fra l'agosto e l'ottobre 1783, Mozart e sua moglie furono ospiti a Salisburgo, dove però la coppia non riuscì a conquistarsi la benevolenza del padre e della sorella del compositore. Nella sua città natale (dove, dopo di allora, il compositore non tornò mai più) Mozart fece eseguire, il 25 agosto 1783, l'incompiuta Messa in do minore K 427, in cui la parte di soprano fu cantata dalla stessa Constanze; tornando a Vienna, Wolfgang e Constanze passarono da Linz, dove si fermarono un mese e dove Mozart scrisse la Sinfonia in do maggiore K 425 (3 novembre 1783), fortemente influenzata da Joseph Haydn, soprattutto nel movimento finale.
Fra l'agosto e il novembre 1783 (la datazione è tuttavia incerta), Mozart compose quattro importanti sonate per pianoforte: la Sonata n. 10 in do maggiore K 330, la Sonata n. 11 in la maggiore K 331 (il cui movimento finale è il celeberrimo rondò Alla turca), la Sonata n. 12 in fa maggiore K 332 e la Sonata n. 13 in si bemolle maggiore K 333, quest'ultima scritta molto probabilmente a Linz nel mese di novembre.

#### LaSocietà di musica antica
Alla primavera del 1782 risale l'incontro di Mozart con il barone Gottfried van Swieten, un facoltoso cultore di musica barocca. Grazie a lui, Mozart poté studiare importanti composizioni di Bach e di Haendel, poco conosciute all'epoca di Mozart, ma di cui van Swieten possedeva le partiture nella sua biblioteca; la conoscenza approfondita dei maestri del contrappunto arricchì in modo significativo il bagaglio tecnico ed espressivo del Mozart maturo. Su impulso di van Swieten, Mozart, fra l'altro, trascrisse per quartetto d'archi cinque fughe de Il clavicembalo ben temperato di Bach; più tardi, nominato direttore musicale della Società di musica antica promossa dallo stesso van Swieten, Mozart riorchestrò e condusse Aci e Galatea, il Messiah, Alexander's Feast e l'Ode per il giorno di Santa Cecilia di Haendel.

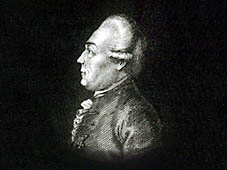
Ritratto di Gottfried van Swieten

La rinnovata familiarità con il contrappunto si manifestò inizialmente attraverso una serie di composizioni pianistiche in stile dotto: preludi, fughe, fantasie e suite (K 394, K 396, K 397, K 399 e K 401), la cui composizione avvenne spesso su impulso della moglie Constanze, che aveva una particolare predilezione per questo stile musicale ed esortava spesso Wolfgang a scrivere fughe. La perfetta assimilazione del contrappunto bachiano si manifesta pienamente nell'Adagio e fuga in do minore per quartetto d'archi K 546 (giugno 1788), che è la trascrizione di una precedente fuga per due pianoforti.
Fra le opere che attestano il più alto livello di maturità raggiunto in questi anni dall'arte mozartiana, oltre alla già ricordata Messa in do minore K 427, si possono annoverare i sei quartetti per archi dedicati a Haydn (K 387, K 421, K 428, K 458, K 464 e K 465).

#### L'attività di pianista-compositore
Nel periodo compreso fra l'inverno 1782-83 e la primavera del 1786, i concerti per pianoforte e orchestra furono la più rilevante fonte di introiti per Mozart. In tale arco di tempo, Mozart ne compose quattordici, che lui stesso eseguì a Vienna, in veste di pianista e direttore d'orchestra, in una serie di concerti su sottoscrizione da lui stesso organizzati, riscuotendo notevole successo; nel marzo 1784 la lista degli abbonati ai suoi concerti comprendeva 106 persone, fra cui molti esponenti dell'aristocrazia grande e piccola, vari alti burocrati statali nonché gli intellettuali più importanti della città. Questo periodo di fortuna, anche economica, si interruppe dopo il maggio 1786, in coincidenza con l'allestimento viennese de Le nozze di Figaro: tale opera infatti, con i suoi fermenti di critica sociale, alienò a Mozart i favori del pubblico aristocratico e alto-borghese della capitale, il quale, da allora, iniziò a preferirgli musicisti magari meno geniali, ma artisticamente e politicamente meno inquietanti (come ad esempio Leopold Kozeluch).

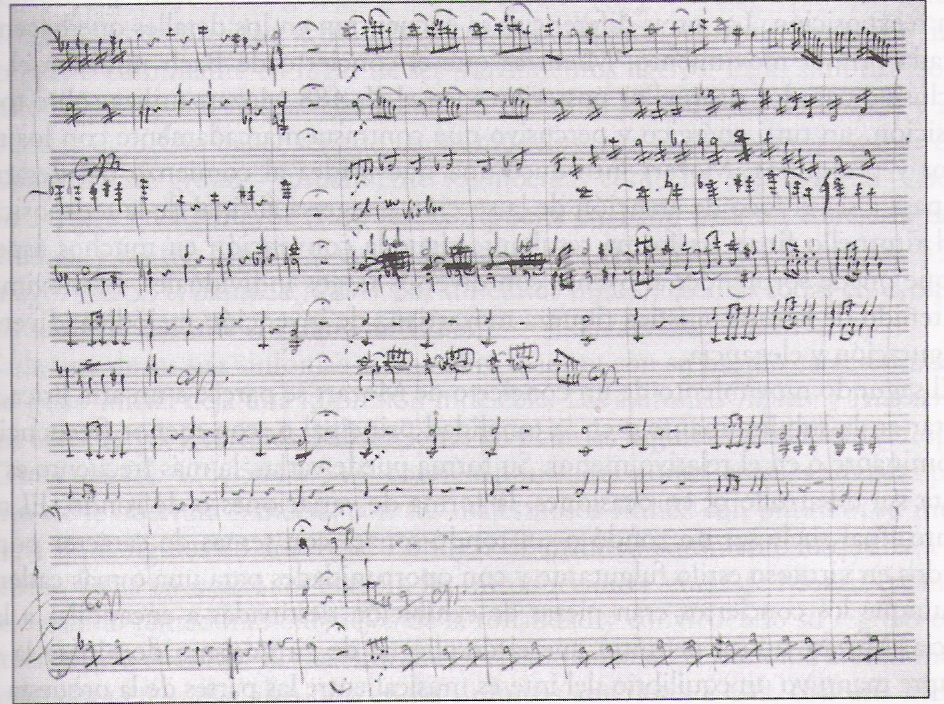
Pagina del manoscritto del concerto per pianoforte e orchestra in do maggiore n. 21 K 467

I più alti capolavori della serie sono il concerto in re minore n. 20 K 466, il concerto in do minore n. 24 K 491 e il concerto in la maggiore n. 23 K 488; particolarmente importanti sono anche il concerto in sol maggiore n. 17 K 453, il concerto in fa maggiore n. 19 K 459 e il concerto in do maggiore n. 25 K 503. Il concerto in re maggiore n. 26 K 537, composto nel febbraio 1788, è detto "dell'incoronazione" in quanto fu eseguito dal suo autore a Francoforte il 15 ottobre 1790 in occasione dei festeggiamenti per l'incoronazione di Leopoldo II.
Il concerto in re minore K 466, eseguito per la prima volta a Vienna l'11 febbraio 1785, è oggi il più conosciuto dei concerti mozartiani ed è in assoluto fra i più eseguiti di tutto il repertorio pianistico; la sua spiccata dialettica tematica e la sua intensità di sentimento ebbero una forte influenza su Beethoven, il quale, dopo la morte di Mozart, fu uno dei primi interpreti di questo concerto e per esso scrisse anche due cadenze (rispettivamente per il primo movimento e per il finale).
Fra le principali opere cameristiche di questo periodo vi sono il quartetto per pianoforte e archi in sol minore K 478, del 1785, e il quartetto per pianoforte e archi in mi bemolle maggiore K 493, del 1786; quest'ultimo è caratterizzato da un particolare slancio innovativo che fu apprezzato anche dai contemporanei; notevole anche il trio per pianoforte, viola e clarinetto in mi bemolle maggiore K 498, detto "delle boccette" in quanto, secondo la tradizione, sarebbe stato composto durante una partita a boccette fra amici. Il quintetto per pianoforte, oboe, clarinetto, corno e fagotto in mi bemolle maggiore K 452 era altamente stimato dallo stesso Mozart, che lo considerò la sua migliore composizione fino ad allora.
In questi anni si collocano anche le ultime quattro sonate per violino e pianoforte: la sonata in si bemolle maggiore K 454 (21 aprile 1784) è dedicata alla violinista italiana Regina Strinasacchi; la sonata in mi bemolle maggiore K 481 (12 dicembre 1785) è notevole per il suo lirismo; a esse fanno seguito l'appassionata sonata in la maggiore K 526 (24 agosto 1787) e la sonata in fa maggiore K 547 (26 giugno 1788).
La Fantasia in do minore K 475 per pianoforte solo e la sonata per pianoforte n. 14 in do minore K 457 furono composte nel 1784 e pubblicate l'anno successivo. La sonata per pianoforte n. 15 in fa maggiore, pubblicata nel 1788, si compone di un allegro e di un andante K 533 composti nel gennaio 1788 e di un rondò K 494 composto nel 1786. La sonata per pianoforte n. 16 in do maggiore K 545 è del 26 giugno 1788, mentre la sonata per pianoforte n. 17 in si bemolle maggiore K 570 e la sonata per pianoforte n. 18 in re maggiore K 576 risalgono rispettivamente al febbraio e all'estate del 1789.
Dopo aver dato impulso, con Il ratto dal serraglio, allo sviluppo del genere Singspiel, Mozart offrì un altro importante contributo alla vocalità tedesca, e in particolare austriaca, con una serie di importanti Lied per voce e pianoforte, composti in gran parte dopo il 1784. Il migliore di essi è considerato Das Veilchen K 476, del 1785, su testo di Goethe; gli altri Lieder, benché penalizzati dal divario qualitativo fra la musica di Mozart e i testi (spesso mediocri) dei letterati austriaci dell'epoca, comprendono comunque alcuni capolavori come Abendempfindung K 523, Traumbild K 530, entrambi del 1787, e Sehnsucht nach dem Frühling K 596. Il tema di quest'ultimo è sostanzialmente lo stesso che appare nel rondò finale del concerto per pianoforte e orchestra n. 27 in si bemolle maggiore K 595.

#### Le nozze di Figaro

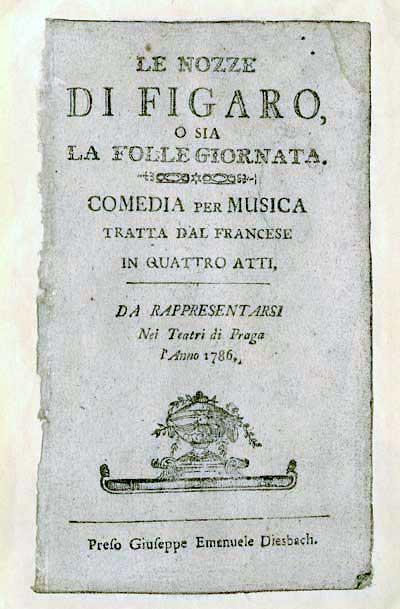
Libretto dell'opera Le nozze di Figaro rappresentata a Praga nel 1786

Dopo il Ratto dal serraglio, e per alcuni anni, Mozart trascurò la propria vocazione di operista per dedicarsi in prevalenza alla musica strumentale; rimasero incompiute due opere buffe, L'oca del Cairo e Lo sposo deluso, entrambe del 1783.
Al carnevale del 1786 risale la messa in scena del singspiel in un atto Der Schauspieldirektor, commissionato a Mozart dall'imperatore Giuseppe II – assieme all'atto unico di Antonio Salieri Prima la musica e poi le parole – con l'intento esplicito di mettere a confronto i due compositori. Le due opere furono infatti eseguite l'una dopo l'altra la sera del 7 febbraio 1786 nella tenuta imperiale di Schönbrunn, entrambe con successo.
In quel periodo Mozart stava già lavorando alla composizione della commedia per musica Le nozze di Figaro, in collaborazione con il librettista Lorenzo Da Ponte (che nel 1783 era stato nominato poeta di corte per il teatro italiano). Il soggetto era stato scelto dallo stesso Mozart, il quale aveva chiesto a Da Ponte di preparare un libretto dalla commedia omonima di Beaumarchais. Nelle sue Memorie Da Ponte racconta di aver convinto Giuseppe II ad approvare l'opera – vista la precedente censura della commedia che lo stesso imperatore aveva sollecitato – assicurandogli di aver omesso o tagliato le scene potenzialmente offensive del testo di Beaumarchais. Nel luglio 1785 il libretto era pronto; la prima rappresentazione dell'opera si ebbe a Vienna il 1º maggio 1786 con un successo buono, ma non eccezionale; l'opera non convinse la totalità del pubblico e la sera della prima si ebbero sia applausi sia fischi. Fra il 1786 e il 1791, le Nozze di Figaro totalizzarono a Vienna 38 rappresentazioni (per avere un termine di paragone, si consideri che Il barbiere di Siviglia di Paisiello, considerata l'opera di maggior successo nella Vienna dell'epoca, ebbe in tale città 70 repliche fra il 1783 e il 1791). Come operista Mozart non fu economicamente autonomo, poiché dipendeva da impresari e direttori teatrali per l'allestimento di esse.
Le nozze di Figaro costituiscono un momento decisivo nella storia del teatro in musica: con esse giunse a compimento l'evoluzione (avviata da Pergolesi e proseguita da Piccinni, Paisiello e Cimarosa) in virtù della quale l'opera buffa, da genere musicale considerato inferiore e popolaresco (in confronto alla pretesa superiorità artistica dell'opera seria), assurse a piena dignità estetica e divenne la più importante forma di teatro musicale, soppiantando l'opera seria grazie alla sua superiore efficacia drammatica, alla sua capacità di introspezione psicologica e alla perfetta integrazione fra testo e musica; qualità tutte che appunto in Mozart si trovano al massimo grado.
Mentre a Vienna, come si è detto, l'esordio delle nozze di Figaro fu contrastato, l'opera ebbe un immediato e travolgente successo a Praga, dove fu allestita, presso il locale teatro italiano, dalla compagnia dell'impresario Guardasoni, nel dicembre 1786. Mozart, l'11 gennaio 1787, giunse assieme alla moglie nella capitale boema, dove poté vedere di persona la grande popolarità raggiunta dalla sua opera, la cui musica veniva eseguita anche nelle sale da ballo, come egli stesso narrò in una vivace lettera a un amico viennese:
(Wolfgang Amadeus Mozart, lettera del 15 gennaio 1787)
A questo periodo dell'arte mozartiana appartengono il Quartetto per archi n. 20 K 499 e la Sinfonia in re maggiore K 504 (6 dicembre 1786), detta anche Sinfonia di Praga, capolavoro che precorre Beethoven.
Il 28 maggio 1787 morì a Salisburgo Leopold Mozart; benché il suo testamento non ci sia pervenuto, appare probabile che egli abbia lasciato la quasi totalità delle sue sostanze alla figlia Maria Anna, praticamente diseredando Wolfgang.

#### Don Giovanni

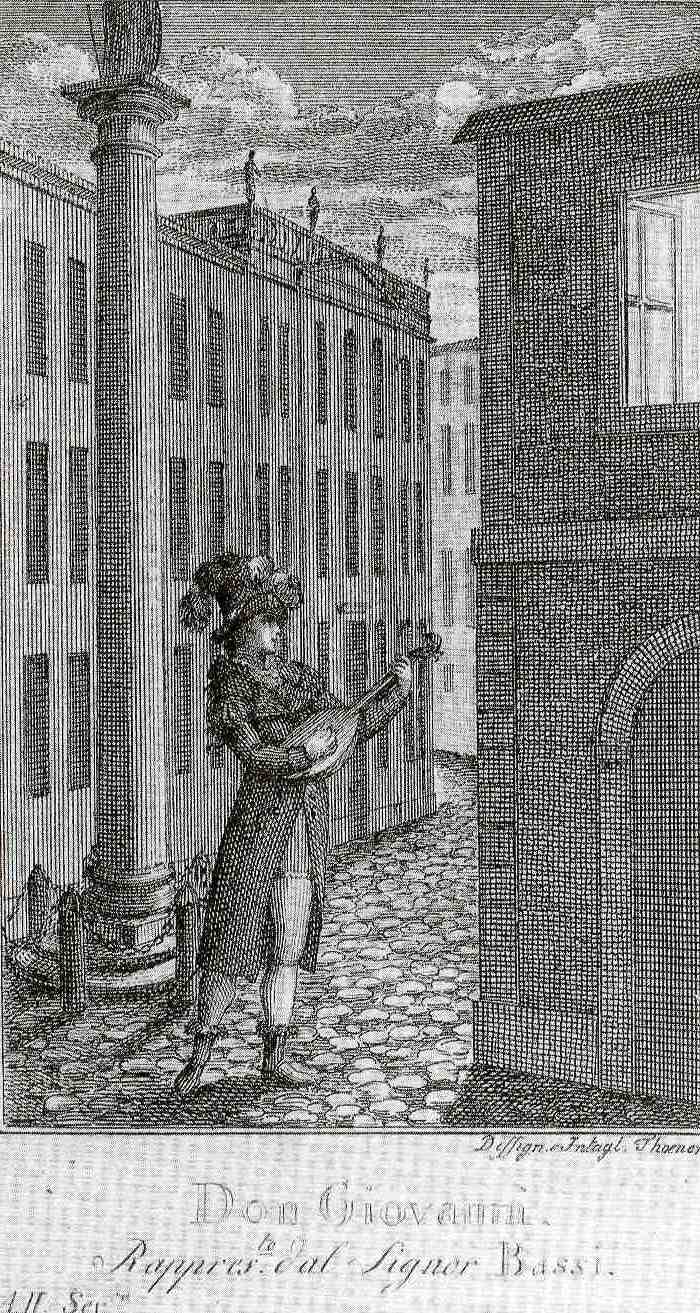
Il primo interprete del personaggio di don Giovanni, il baritono Luigi Bassi, in un'incisione dell'epoca (1787)

Da Praga, Mozart rientrò a Vienna nel febbraio 1787, avendo firmato il contratto con Guardasoni per una nuova opera; della stesura del testo poetico si incaricò Lorenzo Da Ponte, il quale si basò principalmente sul libretto che poco tempo prima Giovanni Bertati aveva scritto per un'opera del compositore italiano Giuseppe Gazzaniga, avente lo stesso soggetto; Da Ponte completò il libretto del dramma giocoso Il Dissoluto punito ossia il Don Giovanni probabilmente nel giugno 1787; Mozart ne compose la musica fra l'estate e l'autunno; la storica prima rappresentazione ebbe luogo a Praga il 29 ottobre 1787.
All'anno 1787 appartengono due capolavori nel genere della serenata: Uno scherzo musicale in fa maggiore K 522 (14 giugno) è una brillante satira musicale che prende di mira la mediocrità e l'incompetenza dei compositori alla moda nella Vienna dell'epoca; la Piccola serenata notturna in sol maggiore K 525 (agosto) è oggi una delle composizioni mozartiane più popolari e più universalmente note. Degno di menzione è anche l'ammirevole Divertimento per violino, viola e violoncello in mi bemolle maggiore K 563 del 1788.
Il 7 dicembre 1787 l'imperatore Giuseppe II nominò Mozart Kammermusicus, con una retribuzione di 800 fiorini l'anno (il suo predecessore Gluck, da poco deceduto, ne aveva presi 2000). Si trattò comunque, per Mozart, di un incarico poco impegnativo, che consistette principalmente nella fornitura periodica di musica per i balli di corte.
Ancora una volta, all'entusiastica accoglienza di un'opera mozartiana da parte del pubblico praghese fece da contrappeso un assai più tiepido riscontro a Vienna, dove il Don Giovanni, allestito il 7 maggio 1788, fu un sostanziale insuccesso; l'opinione del pubblico fu che si trattasse di una musica troppo difficile, anche se parte della critica ne riconobbe subito la qualità superiore.
Il Don Giovanni è comunemente considerato uno dei massimi capolavori, non solo dell'arte musicale, di tutti i tempi. Una sua caratteristica consiste nella prodigiosa compresenza di comicità e tragedia; il protagonista, Don Giovanni, figura inizialmente negativa, raggiunge in modo paradossale una statura eroica nelle ultime scene del dramma, dove il suo ostinato e coraggioso rifiuto di pentirsi (pur di fronte alla imminente prospettiva della dannazione eterna, minacciatagli dalla sovrannaturale apparizione della statua semovente del commendatore) può apparire quale emblema di rivolta laica e illuministica contro il trascendente. Il finale del secondo atto supera i limiti formali dell'opera settecentesca, realizzando l'assoluta adeguazione della musica all'azione drammatica e aprendo in questo modo la via al teatro musicale del Romanticismo.
A partire dal biennio 1786-87, Mozart iniziò ad avere crescenti problemi economici; le sue entrate diminuirono complessivamente di circa un terzo rispetto al 1784, per poi calare ulteriormente nel 1788 e nel 1789; Mozart cominciò allora a chiedere denaro in prestito, come è attestato da una drammatica serie di lettere (una ventina) che il compositore scrisse al commerciante Michael Puchberg fra il 1788 e il 1791. Va detto che le finanze di Mozart scontarono anche l'effetto di una congiuntura economica sfavorevole: la guerra contro la Turchia ebbe pesanti ripercussioni sulla vita musicale viennese fra il 1788 e il 1791, portando, fra l'altro, a una drastica diminuzione generale dell'attività concertistica. Di fatto, non risulta che Mozart abbia più tenuto concerti a Vienna dopo l'estate 1788; calarono fortemente anche i guadagni che Mozart traeva dalla pubblicazione delle sue composizioni.
All'estate 1788 risale la composizione dei tre ultimi capolavori sinfonici: la Sinfonia in mi bemolle maggiore K. 543 (26 giugno), la Sinfonia in sol minore K. 550 (25 luglio) e la Sinfonia in do maggiore K. 551 (10 agosto). Questa trilogia costituisce il vertice artistico del sinfonismo settecentesco; la Sinfonia in do maggiore si distingue per le sue vaste proporzioni e per l'imponenza architettonica del suo finale fugato.

#### Il viaggio a Berlino

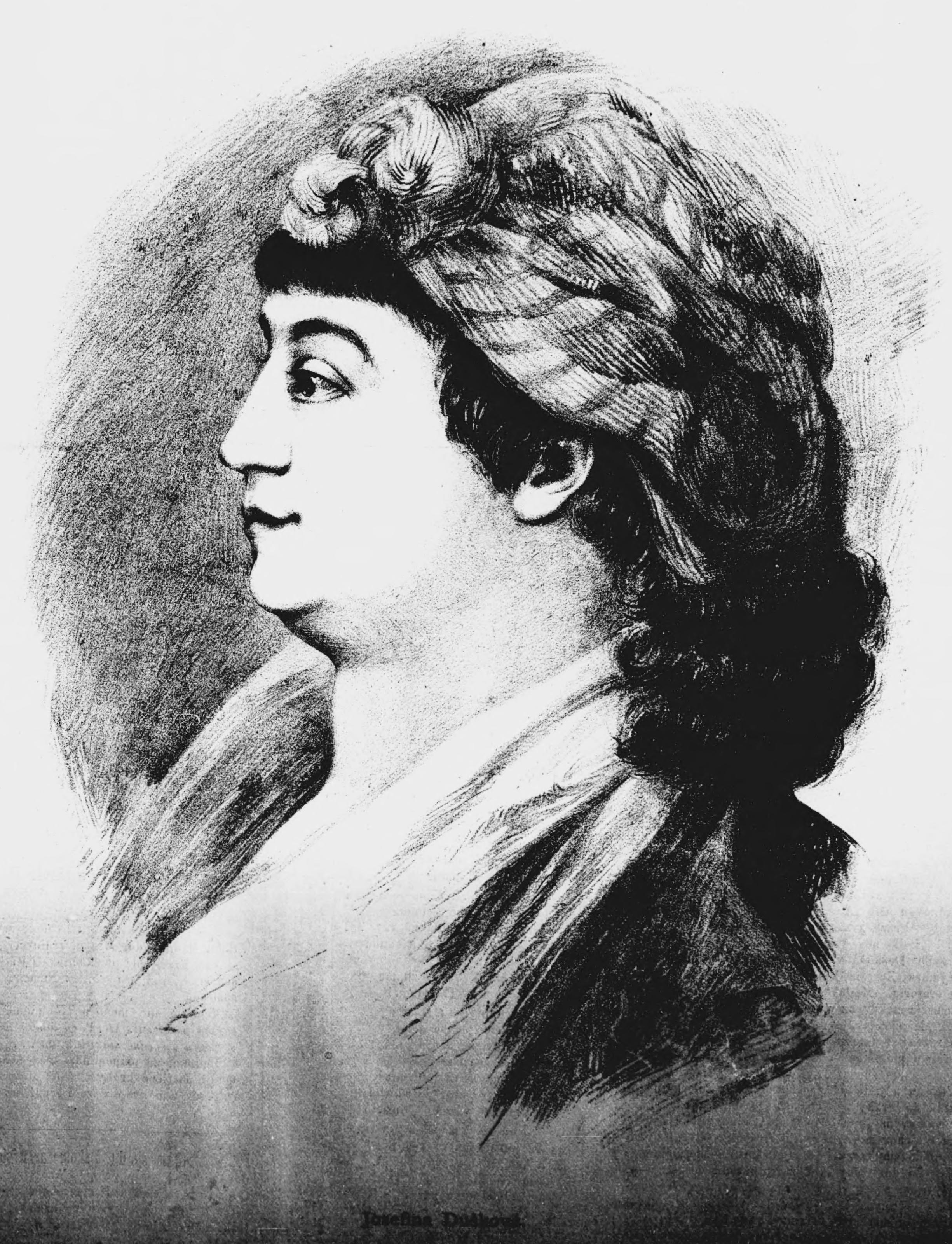
La cantante boema Josepha Duschek

L'8 aprile 1789 Mozart partì da Vienna per un lungo viaggio verso la Germania settentrionale, alla ricerca di nuovi incarichi e di nuovi introiti. Fu il 10 aprile a Praga; il 12 a Dresda, dove tenne alcuni concerti in forma privata; il 20 a Lipsia, dove ebbe modo di leggere alcune partiture di Bach conservate nella Thomaskirche; il 26 fu a Potsdam, dove, a quanto sembra, non riuscì a ottenere udienza dal re Federico Guglielmo II; l'8 maggio ritornò a Lipsia, città nella quale, il 12 maggio, diede un concerto pubblico alla Gewandhaus, in cui furono eseguite due sinfonie non identificate, due concerti per pianoforte e orchestra, due arie con orchestra, cantate dal soprano Josepha Duschek, e dove probabilmente improvvisò al pianoforte; ma gli incassi della serata non furono per nulla buoni.
Il 19 maggio fu a Berlino, città in cui forse assistette a una rappresentazione del Ratto dal serraglio e dalla quale scrisse alla moglie di aver ricevuto incarico dalla corte di scrivere sei quartetti per archi e sei sonate facili per pianoforte (ma la circostanza che egli abbia realmente ricevuto tale commissione regia è posta in dubbio da alcuni studiosi, dato che di tale incarico non si trova traccia in nessun altro documento che non sia di mano dello stesso Mozart). Il musicista, comunque, completò solo tre quartetti per archi, i suoi ultimi, conosciuti come Quartetti prussiani (K. 575, K. 589 e K 590), che furono pubblicati postumi e senza alcuna dedica, e una sola sonata, l'ultima, la K 576. Tornò a Vienna il 4 giugno 1789; il suo viaggio era stato infruttuoso dal punto di vista economico.

#### Così fan tuttee il viaggio a Francoforte
Il 1790 fu un anno particolarmente difficile per Mozart: la sua reputazione di eccellente compositore era ormai consolidata a livello europeo, ma in patria una parte di quello che era stato il suo pubblico ormai non lo seguiva più, anche perché Mozart non si preoccupava affatto di compiacerlo; raramente e malvolentieri, infatti, acconsentiva a scrivere musica banale, finalizzata al solo successo commerciale. La sua produzione, benché mantenesse un livello qualitativo sempre molto elevato, ebbe inoltre un vero e proprio crollo quantitativo nel corso del 1790, un'epoca relativamente alla quale il suo catalogo registra non più di una dozzina di nuove composizioni, in quello che fu il periodo di minore produttività in tutta la sua maturità di compositore. Si è ipotizzato che in questo periodo egli fosse affetto da depressione.

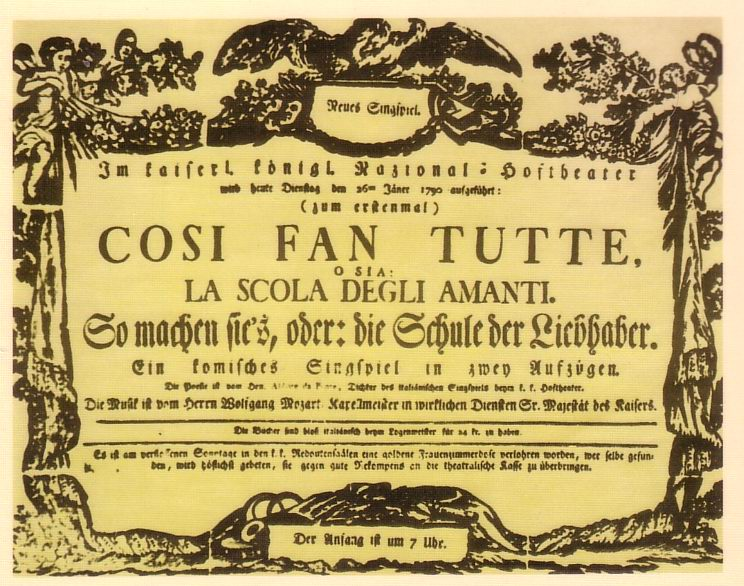
Locandina della prima rappresentazione di Così fan tutte, Vienna, 26 gennaio 1790

Il 26 gennaio, al Burgtheater di Vienna, ebbe luogo la prima rappresentazione di Così fan tutte ossia La scuola degli amanti, dramma giocoso su libretto di Lorenzo Da Ponte; l'opera fu replicata nove volte nel corso dell'anno. Basata su un soggetto originale dello stesso Da Ponte, essa esprime due differenti aspetti del razionalismo illuminista: da una parte, l'amara ironia e lo scetticismo riguardo al cuore umano propri di Voltaire; dall'altra, la rivendicazione del sentimento erotico nella sua genuina naturalità, al di là delle convenzioni sociali, derivante da Rousseau.
Il 20 febbraio moriva l'imperatore Giuseppe II, che era stato il più importante dei sostenitori di Mozart: con l'insediamento del suo successore, Leopoldo II, il compositore non fu più tra i favoriti presso la corte, dove le sue richieste di nuovi incarichi non furono accolte.
Nel 1790 fu uno dei cinque compositori che realizzarono il Singspiel La pietra filosofale, su libretto di Emanuel Schikaneder; l'opera venne musicata, oltre che da Mozart, dallo stesso Schikaneder, da Franz Xaver Gerl, Johann Baptist Henneberg e Benedikt Schack; la prima si ebbe al Theater auf der Wieden l'11 settembre 1790. A lungo si è ritenuto che il contributo di Mozart a tale opera si fosse limitato a un solo duetto; un manoscritto ritrovato nel 1996, però, fa supporre che l'apporto del musicista di Salisburgo sia stato più consistente.
Mozart non fu tra i compositori invitati a presenziare alla cerimonia di incoronazione del nuovo imperatore, che doveva aver luogo in ottobre a Francoforte; decise comunque di parteciparvi a proprie spese; nella città tedesca tenne un concerto il 15 ottobre, il cui cartellone comprendeva una sinfonia non identificata, due concerti per pianoforte e orchestra (K 459 e K 537), alcune arie e un'improvvisazione pianistica; l'esito, dal punto di vista economico, ancora una volta non fu buono. Mozart proseguì comunque il viaggio, toccando Magonza il 16 ottobre, Mannheim il 23, Monaco di Baviera il 29; in quest'ultima città, il 4 o 5 novembre suonò a un concerto in onore di re Ferdinando IV di Napoli; il 10 novembre (senza essere passato da Salisburgo) era di nuovo a Vienna; il viaggio non aveva migliorato la sua situazione economica, ma l'avere incontrato molti vecchi amici a Mannheim e a Monaco lo aveva forse aiutato a uscire dal suo stato depressivo.
Alla fine di ottobre del 1790, l'impresario britannico Robert May O'Reilly offrì a Mozart l'opportunità di soggiornare a Londra fino all'estate successiva con il compito di comporre almeno due opere teatrali, dietro un compenso equivalente a circa 3000 fiorini; non si sa per quale motivo Mozart abbia rifiutato tale vantaggiosa offerta, che avrebbe risolto gran parte dei suoi problemi finanziari: forse perché ciò avrebbe comportato una lunga separazione da Constanze (la quale, a causa della sua salute malferma, non avrebbe potuto seguire il marito a Londra), o forse perché a quell'epoca Mozart contava già con certezza su future opportunità di guadagno rimanendo a Vienna; forse, più semplicemente, Mozart non se la sentiva di emigrare all'estero, sconvolgendo la sua vita e le sue abitudini solo per inseguire delle prospettive di carriera, per quanto allettanti.

#### Gli ultimi capolavori
L'inizio del 1791 vide Mozart superare la propria crisi creativa e tornare ai suoi abituali livelli di produttività, come è attestato dalla serie di capolavori che costellano il suo ultimo anno: fra essi il concerto per pianoforte e orchestra n. 27 in si bemolle maggiore K 595 (5 gennaio), il quintetto per archi in mi bemolle maggiore K 614 (12 aprile), il mottetto Ave verum corpus K 618 (giugno), il Concerto per clarinetto e orchestra K 622 (7 ottobre). Anche la sua situazione economica cominciò a migliorare: fra l'altro, alcuni mecenati ungheresi e olandesi sottoscrissero in suo favore, impegnandosi ad acquistare sue composizioni per cifre ragguardevoli; il 9 maggio la città di Vienna lo nominò assistente Kapellmeister di Leopold Hofmann presso la cattedrale di Santo Stefano, incarico onorifico che però preludeva alla nomina a maestro di cappella (retribuito 2000 fiorini annui) non appena il posto si fosse reso vacante.
Fu probabilmente all'inizio di maggio che Mozart iniziò a comporre Il flauto magico, Singspiel su libretto di Emanuel Schikaneder; intorno alla metà di luglio interruppe la composizione quando gli pervenne, dall'impresario Guardasoni, la commissione per un'opera seria italiana da mettere in scena a Praga, La clemenza di Tito in occasione dell'incoronazione di Leopoldo II; la speranza del musicista era di entrare nelle grazie del nuovo sovrano e di ottenere nuove commissioni lavorative.
Sempre nell'estate del 1791 un aristocratico musicista dilettante, il conte Franz von Walsegg, tramite un suo emissario, commissionò a Mozart una messa di requiem, alla condizione che l'incarico dovesse rimanere segreto e che il committente restasse anonimo; era infatti intenzione del conte Walsegg di far passare l'opera come propria. Non è chiaro se Mozart conoscesse l'identità e le intenzioni del suo committente; in ogni caso egli, già impegnato nella composizione del Flauto magico e della Clemenza di Tito, non poté dedicarsi subito a scrivere il Requiem.
Fra il 28 agosto e il 15 settembre Mozart fu a Praga, dove si svolgevano le cerimonie per l'incoronazione di Leopoldo II a re di Boemia; il 6 settembre, al teatro nazionale, ebbe luogo la prima rappresentazione della Clemenza di Tito, alla presenza della coppia imperiale e con la direzione dell'autore, ma con esito non molto favorevole; è documentata l'insoddisfazione di vari componenti della corte imperiale, fra cui la stessa imperatrice Maria Luisa, che in una sua lettera affermò che "la musica era così brutta che ci addormentammo tutti" (benché sia invece falso l'aneddoto frequentemente citato secondo il quale l'imperatrice avrebbe definito l'opera "una porcheria tedesca").

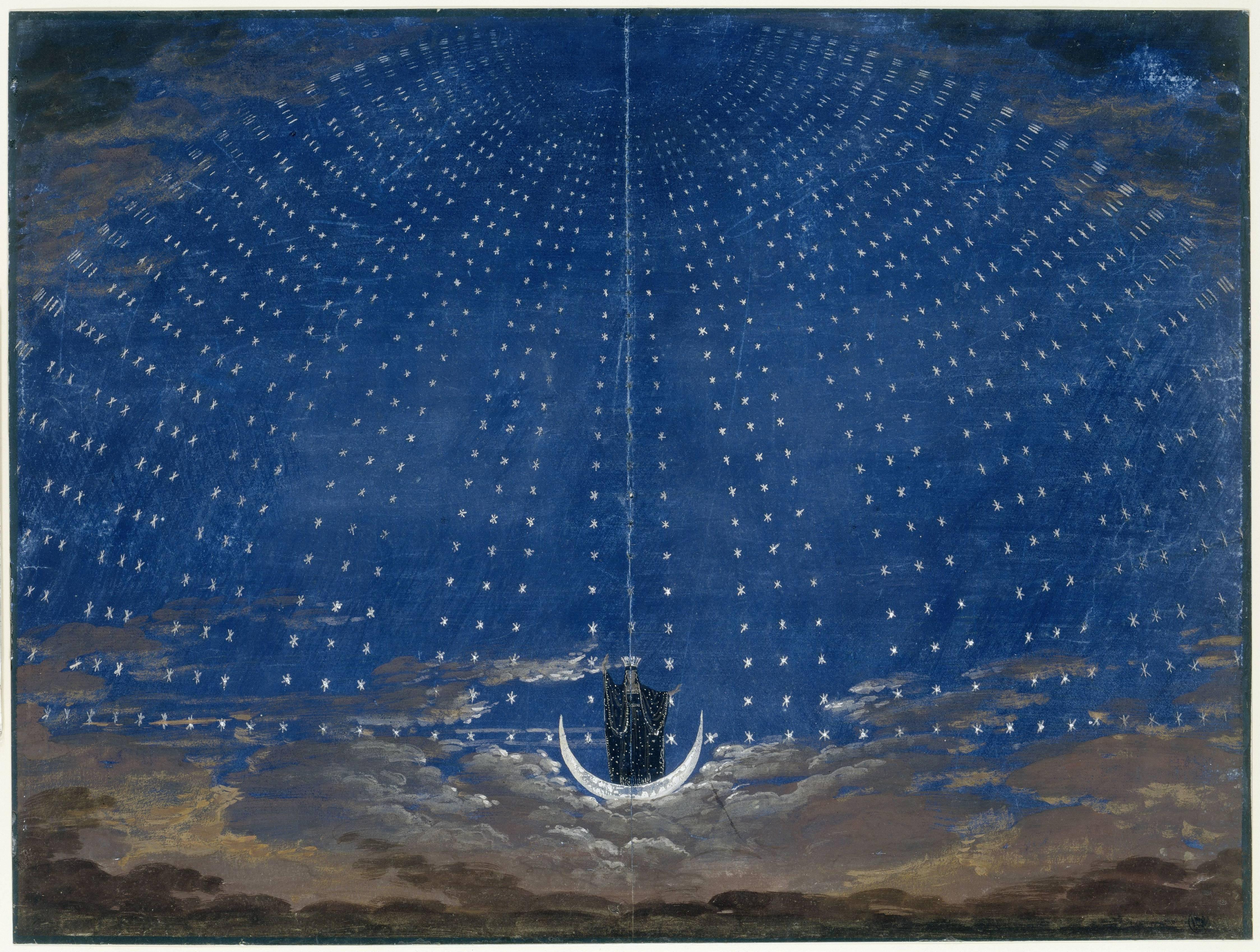
Scenario di Karl Friedrich Schinkel per un allestimento de Il flauto magico (1815)

Immediato, vasto e crescente successo ottenne invece Il flauto magico: alla prima rappresentazione, che si svolse, sotto la direzione del compositore, al Freihaustheater di Vienna il 30 settembre 1791, seguirono centinaia di repliche nel corso degli anni novanta. L'euforia di Mozart per il successo della sua opera è testimoniata dalle ultime lettere che il compositore scrisse alla moglie, che in quel periodo si trovava in villeggiatura a Baden.
La musica dell'ultimo Mozart sembra mostrare una tendenza ad allontanarsi dalle forme codificate del classicismo (come la sinfonia, la sonata e il quartetto), per indirizzarsi invece verso brani d'occasione, apparentemente minori, a volte alquanto anomali dal punto di vista timbrico e formale; è il caso della Fantasia in fa minore K 608 e dell'Andante in fa maggiore K 616, entrambi per organo meccanico; dell'Adagio e rondò in do minore K 617 per glassarmonica, flauto, oboe, viola e violoncello, scritto per la virtuosa cieca Marianne Kirchgeßner; dello stesso Ave verum corpus K 618, scritto per il coro della scuola elementare di Baden. Nel Flauto magico questa attenzione dell'ultimo Mozart per l'umile e il marginale trova la sua più compiuta realizzazione; scritto per un teatro di periferia e rivolto a un pubblico popolare, Il flauto magico esprime, in un linguaggio musicale trasparente e accessibile a tutti, la stessa filosofia giusnaturalistica che già aveva ispirato opere come Il ratto dal serraglio e Le nozze di Figaro: la fede nella bontà originaria degli esseri umani e nella felicità da raggiungere attraverso l'affetto e la solidarietà fra le persone, è la fondamentale filosofia mozartiana che nel Flauto magico si manifesta attraverso (e a volte nonostante) i complessi simboli dell'ideologia massonica cui è improntato il libretto di Schikaneder.
Prima del 15 novembre 1791 Mozart mise da parte il Requiem e scrisse l'ultima sua opera compiuta, la Piccola cantata massonica K 623; il 20 novembre cadde malato.

#### Mozart massone
Mozart entrò nella massoneria dopo il proprio trasferimento a Vienna, mentre la sua carriera di musicista era al culmine del successo. Venne iniziato come "apprendista" il 14 dicembre 1784, nella loggia "Zur Wohltätigkeit" ("Alla beneficenza") grazie alla mediazione dell'amico drammaturgo e massone Otto Heinrich von Gemmingen-Hornberg. Il compositore, in poco tempo, percorse tutto il cammino iniziatico della massoneria: il 7 gennaio del 1785 fu elevato al grado di "compagno" e forse il 13 gennaio (la data non è certa) divenne "maestro". Suo padre Leopold venne iniziato nella stessa loggia il 6 aprile 1785, il 16 aprile passò al grado di "compagno" e il 22 divenne "maestro".
L'11 dicembre 1785 l'imperatore Giuseppe II fece emanare un decreto, il Freimaurerpatent, in virtù del quale le otto logge massoniche di Vienna furono accorpate in sole due, denominate rispettivamente "Alla nuova speranza incoronata" e "Alla verità" e assoggettate a uno stringente controllo da parte del governo; in seguito a questo provvedimento Mozart venne a far parte della loggia "Alla nuova speranza incoronata".
Fra gli scopi dichiarati di tale decreto vi era quello di limitare l'influenza dell'ordine dei Rosacroce, di tendenza mistica ed esoterica; perciò i massoni di tendenza razionalista inizialmente accolsero con favore il Freimaurerpatent; tuttavia, in seguito apparve chiaro che l'assoggettamento della massoneria al controllo governativo aveva anche l'obiettivo di frenare l'attività dell'ala più illuminista e più anticlericale, che faceva capo all'ordine degli Illuminati, considerato pericoloso per l'ordine costituito. Difatti dopo il Freimaurerpatent l'ordine degli Illuminati cessò praticamente di esistere a Vienna, molti di loro (fra cui alcuni cari amici di Mozart) uscirono dalla massoneria e la stessa loggia "Alla verità" fu ufficialmente chiusa nel 1789.
La loggia "Alla beneficenza", di cui faceva parte Mozart prima del Freimaurerpatent, era praticamente dominata dagli Illuminati, ed egli stesso ebbe stretti legami con appartenenti a tale ordine, come Ignaz von Born e Joseph von Sonnenfels. Sembra che Mozart abbia avuto simpatie per gli Illuminati, anche se molto probabilmente non entrò mai a far parte del loro ordine. Mozart continuò comunque a far parte della massoneria anche dopo che ne furono usciti gli Illuminati, sebbene, a quanto pare, la sua partecipazione alle attività della loggia sia diminuita fra il gennaio 1786 e il gennaio 1791.
L'appartenenza massonica di Mozart non fu solo per adesione formale, ma trasse fondamento in profondi convincimenti esoterici e spirituali, che egli tradusse in musica, nelle opere che più si riallacciano ai simboli e agli ideali massonici: fra questi, resta impareggiabile la simbologia del Flauto magico. È simbolico il carattere di progressione delle terze parallele, che contraddistingue la parte finale dell'opera K 623. Il carattere massonico di tali composizioni si esprime a volte nella scelta delle tonalità (con predilezione di mi bemolle) e nei timbri, dove è predominante la presenza di strumenti a fiato e voci maschili.
All'universo della musica massonica appartengono, fra le altre opere, la cantata K 471 del 1785, l'adagio per due clarinetti e tre corni di bassetto K 411 dello stesso anno e la musica funebre massonica K 477 (pure questa del 1785), oltre alla piccola cantata massonica K 623 del 1791.
Nel suo ultimo anno di vita, Mozart riprese a comporre molta musica d'ispirazione massonica; oltre al Flauto magico e alla Piccola cantata massonica, sopra citati, è degna di nota la cantata per tenore e pianoforte Die ihr des unermeßlichen Weltalls Schöpfer ehrt ("Voi che onorate il creatore dell'universo infinito") K 619, su testo di Franz Heinrich Ziegenhagen. Ziegenhagen era un socialista utopista, esponente dell'Illuminismo radicale ed egualitario; il suo testo (messo in musica da Mozart nel luglio 1791) è un'appassionata perorazione a favore della tolleranza religiosa, contro il fanatismo, contro il militarismo e a favore della pace fra i popoli:
(F. H. Ziegenhagen)

#### Malattia e morte
Mozart morì nella sua casa di Rauhensteingasse a Vienna il 5 dicembre 1791, dopo due settimane di malattia. Il decesso fu inaspettato e, anche se le testimonianze postume avrebbero poi riferito diversi malesseri del compositore nel corso dell'anno, dalla sua corrispondenza sembra invece che abbia goduto di buona salute. La morte di Mozart è stata e resta perciò un complesso argomento di studio, oscurato da leggende romantiche e fertile di teorie contrastanti.
Le leggende hanno dato vita a ipotesi di avvelenamento. Le teorie congetturano patologie croniche di cui però è impossibile la prova, né è mai stata identificata la patologia acuta (probabilmente un'infezione) che, come minimo, fece precipitare la situazione o produsse essa stessa l'esito fatale. È molto probabile però che a quest'ultimo abbiano concorso le cure, in particolare i salassi. Soltanto una vaga diagnosi (febbre miliare acuta) descrive ufficialmente la malattia mortale.

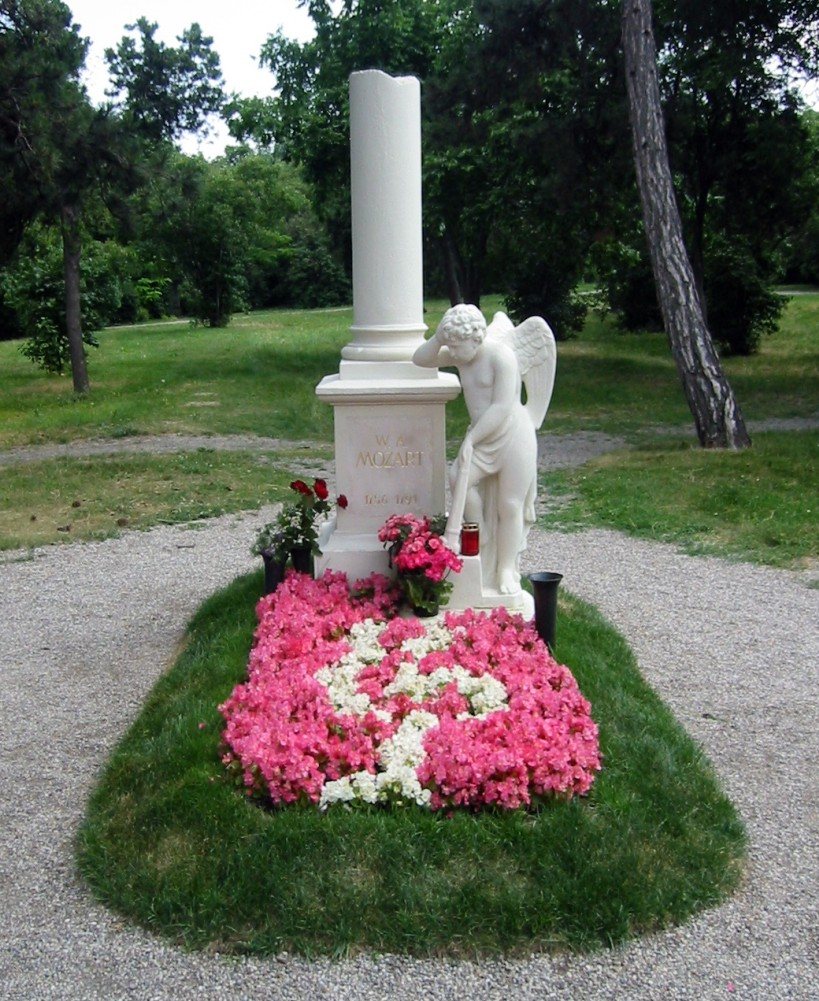
Monumento funerario di Mozart nel cimitero di St. Marx a Vienna

Contrariamente a quanto tramandato, il funerale di Mozart non fu affatto deserto. La salma fu accompagnata da parenti e amici nel corteo da Rauhensteingasse alla cattedrale di Santo Stefano, mentre l'inumazione fu sì solitaria, ma conformemente alle usanze dell'epoca e a causa della lunga distanza del cimitero dal duomo. Il corpo fu sepolto in una tomba a pozzo, insieme ad altre salme, nel cimitero di St. Marx; il funerale fu di terza classe, economico, e pagato dal barone van Swieten. Anche queste erano usanze comuni, e non esequie per poveri.
Il luogo di sepoltura esatto non è mai stato identificato, e a Vienna esistono due monumenti funerari del compositore: uno in St. Marx, nella zona in cui si supponeva che le spoglie di Mozart fossero state inumate «con la maggior verosimiglianza», e l'altro nel cosiddetto quartiere dei musicisti del cimitero centrale.
Il Requiem restò incompiuto. Il completamento del lavoro fu affidato da Constanze in un primo momento a  Joseph Eybler, il quale tuttavia ben presto si tirò indietro. Fu allora chiamato il giovane compositore Franz Xaver Süßmayr, allievo e amico di Mozart, che ultimò le parti incomplete e scrisse ex novo quelle mancanti.
Nel 1809 Constanze sposò in seconde nozze il diplomatico danese Georg Nikolaus von Nissen, grande ammiratore di Mozart e autore di una delle prime biografie a lui dedicate: un'opera che attinge alle testimonianze di Constanze, ma che non per questo si può considerare del tutto attendibile; ad esempio Nissen pubblicò solo in parte l'epistolario, celando le celebri lettere giocose e scatologiche perché ritenute nocive alla memoria di Mozart. Le testimonianze furono poi tardive, forse in parte interessate a creare una certa immagine e contaminate da leggende già in formazione; ma soprattutto la biografia nisseniana restò incompiuta e del materiale residuo fu assemblato senza troppi scrupoli da Johann Heinrich Feuerstein.

## La carriera di Mozart come libero artista
La scelta di Mozart, nel maggio 1781, di abbandonare il servizio presso la corte dell'arcivescovo di Salisburgo fu gravida di conseguenze non solo per lui, ma anche per la condizione sociale dei musicisti in generale: infatti era la prima volta (perlomeno nell'ambiente musicale di lingua tedesca) che un compositore della sua statura si affrancava dal vincolo di sudditanza feudale alla Chiesa o alla classe nobiliare e decideva di lavorare come libero professionista, soggetto solamente alla legge della domanda e dell'offerta; di lì a poco, tale nuova posizione sociale costituì il presupposto indispensabile per l'affermarsi in musica dell'individualismo romantico.
Fino all'epoca di Mozart, infatti, in tutti i territori che già avevano fatto parte dell'antico Sacro Romano Impero, musicisti di estrazione borghese come lui (e come suo padre Leopold) potevano trovare una degna collocazione sociale solamente impiegandosi in pianta stabile presso una delle molte corti aristocratiche o delle istituzioni a esse collegate; il loro ruolo sociale era dunque subalterno all'aristocrazia di corte, ed era sostanzialmente equiparato a quello del personale di servizio. Leopold Mozart, anche se malvolentieri, si era alla fine adattato a questo tipo di collocazione sociale e si aspettava che anche suo figlio facesse carriera come musicista di corte, tutt'al più in una corte più grande e più ricca di quella di Salisburgo; ma Wolfgang, da quando fu maggiorenne, non poté più accettare interiormente tale condizione di sudditanza, che gli appariva umiliante in modo intollerabile e che sviluppò in lui un permanente stato d'animo di rancore profondo nei confronti della nobiltà di corte. La personale rivolta di Mozart contro le costrizioni derivanti dal servizio a corte trovò infine espressione nella sua decisione di dimettersi dal suo impiego e di guadagnarsi da vivere come libero artista.
Circa l'effettivo successo economico della carriera di Mozart nei suoi ultimi dieci anni di vita si trovano, nella letteratura biografica, valutazioni molto contrastanti: la visione prevalente per tutto l'Ottocento e per gran parte del Novecento fu che Mozart, sostanzialmente, perse la sua partita e che concluse la propria avventura umana e professionale con un fallimento e nella più nera miseria. Tale è la versione che appare, ad esempio, negli scritti di Massimo Mila e che si trova sintetizzata da una diffusa enciclopedia la quale, ancora nel 1995, scriveva che Mozart morì "senza mai conoscere il vero successo".
Secondo il sociologo Norbert Elias, Mozart intraprese il suo rischioso progetto di vita come libero artista in un momento, e in un luogo, in cui non esistevano ancora le condizioni storiche per la sua riuscita: non esisteva ancora un mercato musicale pienamente sviluppato; l'editoria musicale era ai suoi inizi, così come lo era l'attività concertistica modernamente intesa (nella maggior parte del territorio di lingua tedesca, i concerti e le opere erano finanziati e allestiti da esponenti della classe nobiliare e per un pubblico composto per lo più da invitati). Tutte queste condizioni non sussistevano ancora nella Vienna di Mozart, ma vennero a realizzarsi in gran parte solo pochi anni dopo la sua morte, quando ebbe inizio la carriera del giovane Beethoven.
(Norbert Elias)
È stato anche osservato che, nei suoi primi anni viennesi, Mozart aderì al programma di modernizzazione dello Stato e della società asburgica promosso dall'imperatore Giuseppe II; l'imperatore intendeva fra l'altro (secondo i canoni del dispotismo illuminato) limitare i poteri dell'aristocrazia feudale, i cui abusi Mozart condannò ne Le nozze di Figaro. Tuttavia, il consenso e la protezione, accordati entro certi limiti a Mozart dalla corte viennese, non costituirono – secondo questa interpretazione – una base sufficientemente solida per l'attività professionale del compositore; inoltre, la novità e la complessità del suo linguaggio musicale non furono pienamente compresi nemmeno dalla corte dell'imperatore, abituata a musiche di più facile accessibilità (pochi mesi dopo la morte di Mozart trionfò a Vienna Il matrimonio segreto di Cimarosa) e al minore impegno compositivo profuso da musicisti di secondaria importanza come Martín y Soler e Dittersdorf.
A partire dagli anni settanta del Novecento, la visione tradizionale di un Mozart morto in miseria fu corretta da una serie di studi i quali puntualizzarono come il compositore guadagnasse in realtà nei suoi anni viennesi cifre sempre considerevoli. La valutazione di Maynard Solomon è che Mozart ebbe un momentaneo declino di popolarità tra il 1788 e il 1790 e che in particolare nel 1790 la crisi delle sue finanze si accentuò fino a sfiorare il crollo definitivo; tuttavia, dice Solomon, tali difficoltà finirono nel 1791, ma la ripresa della fortuna anche economica di Mozart fu troncata dalla morte.

## Lista di tutte le composizioni per genere
Le composizioni di Mozart spaziano in tutti i generi musicali del suo tempo: l'opera, la messa, l'oratorio, la cantata, il Lied, la sonata da chiesa, la sinfonia, il concerto per strumento solista e orchestra, il quartetto d'archi, il quintetto d'archi, la sonata per pianoforte, la sonata per violino, la serenata, il divertimento, la musica per organo e la musica massonica. Mozart è fra i musicisti maggiormente eseguiti non solo in Austria (in particolare a Salisburgo), ma anche nelle sale da concerto di tutto il mondo.

## Lista di tutte le composizioni per numero di catalogo
L'elenco in ordine cronologico di tutte le composizioni musicali di Mozart è il Catalogo Köchel. Esso prende il nome da Ludwig von Köchel, che ne pubblicò la prima edizione nel 1862. A essa hanno fatto seguito numerose edizioni rivedute. Ogni opera di Mozart viene dunque indicata con un numero preceduto dall'abbreviazione K o KV (Köchel Verzeichnis).

## Strumenti
Sebbene alcuni dei primi brani di Mozart siano stati scritti per clavicembalo, nei suoi primi anni conobbe i pianoforti realizzati da un costruttore di Regensburg Franz Jakob Späth. Più tardi, quando Mozart visitò Augusta, rimase colpito dai pianoforti Stein e lo scrisse in una lettera a suo padre. Il 22 ottobre del 1777 Mozart fece la prima esecuzione del suo Triplo concerto K. 242 su strumenti forniti da Stein. L'organista della Cattedrale di Augusta, Demmler suonava la prima parte, Mozart la seconda e Stein la terza. Nel 1783, quando viveva a Vienna, acquistò uno strumento di Walter. Leopold Mozart ha confermato l'attaccamento di Mozart con il suo fortepiano Walter: «È impossibile descrivere il trambusto. Il pianoforte di tuo fratello è stato spostato almeno dodici volte da casa sua a teatro o a casa di qualcun altro».

## Lo stile mozartiano
Le composizioni di Mozart e di Haydn appartengono a un periodo storico – la seconda metà del XVIII secolo – durante il quale avvenne nella musica occidentale l'evoluzione dal cosiddetto stile galante a un nuovo stile, detto in seguito classico, che avrebbe accolto in sé anche gli elementi contrappuntistici, che caratterizzavano la tarda musica barocca e proprio in reazione alla cui "complessità" si era sviluppato lo stile galante.

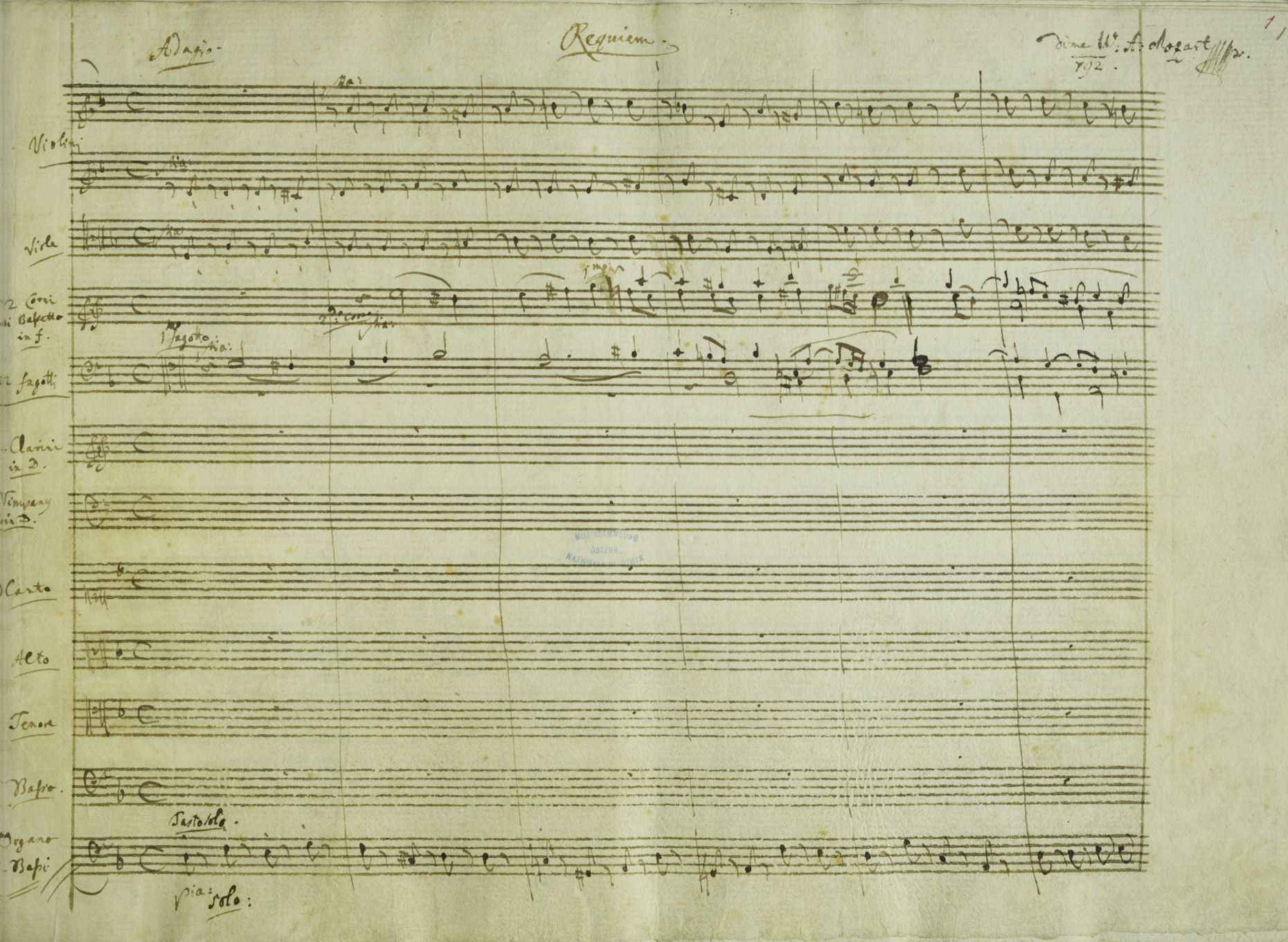
Dettaglio del manoscritto del Requiem K. 626

Lo stile della musica di Mozart non solo segue da vicino lo sviluppo dello stile classico, ma senza dubbio contribuisce in modo fondamentale a definirne le caratteristiche, in modo tale da poter essere considerato esso stesso l'archetipo. Mozart fu uno straordinario compositore che si dedicò con apparente semplicità a tutti i principali generi dell'epoca: scrisse un gran numero di sinfonie, opere, concerti per strumento solista, musica da camera (fra cui quartetti e quintetti d'archi) e sonate per pianoforte. Benché per nessuno di questi generi si possa affermare che egli fu il "primo autore", per quanto riguarda il concerto per pianoforte si deve riconoscere che esso deve a Mozart, autore e interprete delle proprie composizioni, il grandioso sviluppo formale e di contenuti che avrebbe caratterizzato questo genere nel secolo successivo. Lo stesso Beethoven nutriva grande ammirazione per i concerti per pianoforte mozartiani, che furono il modello dei suoi concerti, in modo particolare i primi tre per pianoforte.
Mozart rinnovò il genere musicale del concerto: il discorso musicale si svolge come dialogo paritario fra due soggetti di uguale importanza, il solista e l'orchestra. Mozart scrisse concerti per pianoforte, violino, flauto, oboe, corno, clarinetto, fagotto. Mozart scrisse anche un gran numero di composizioni sacre, fra cui messe, e composizioni più "leggere", risalenti per lo più al periodo salisburghese, come le marce, le danze, i divertimenti, le serenate e le cassazioni.

I tratti caratteristici dello stile classico possono essere ritrovati senza difficoltà nella musica di Mozart: chiarezza, equilibrio e trasparenza sono elementi distintivi di ogni sua composizione. Tuttavia, l'insistenza che a volte viene data agli elementi di delicatezza e di grazia della sua musica non riesce a nascondere la potenza eccezionale di alcuni dei suoi capolavori, quali il concerto per pianoforte n. 24 in do minore K. 491, la Sinfonia n. 40 in sol minore K. 550 e l'opera Don Giovanni. A questo proposito, Charles Rosen ha scritto:

Soprattutto nell'ultimo decennio di vita Mozart esplorò l'armonia cromatica con una intensità raramente ritrovata in altri compositori del suo tempo. Scrive Hermann Abert:
Fin da fanciullo Mozart aveva mostrato che era capace di ricordare e imitare senza alcuna difficoltà la musica che aveva l'occasione di ascoltare. I suoi numerosi viaggi consentirono al giovane compositore di far sua una rara collezione di esperienze attraverso le quali Mozart creò il suo unico linguaggio compositivo.

La ricerca critica e musicologica sull'opera di Mozart è al centro del monumentale lavoro in cinque volumi Mozart - Sa vie musicale et son oeuvre (1912-1946) di Teodor de Wyzewa e Georges de Saint-Foix. Attraverso un metodo di analisi scrupolosa delle influenze dovute all'ambiente musicale col quale Mozart si confrontò nel corso della sua breve vita, i due musicologi arrivarono a suddividere l'opera di Mozart in 34 fasi stilistiche diverse, ciascuna di esse sotto l'influenza di un dato modello. Questo "approccio riduttivo", tuttavia, è stato in seguito criticato e messo in discussione, fra gli altri da Paumgartner:
Mozart era ancora bambino durante il soggiorno a Londra quando incontrò Johann Christian Bach e ascoltò la sua musica. A Parigi, Mannheim e Vienna, egli ascoltò i lavori dei compositori attivi in quei luoghi così come la famosa orchestra di Mannheim. In Italia ebbe modo di conoscere e approfondire la ouverture italiana e l'opera buffa dei grandi maestri italiani del Settecento e questa esperienza sarebbe stata di fondamentale importanza nello sviluppo successivo della sua musica. Sia a Londra sia in Italia, lo stile galante dominava la scena: uno stile semplice, quasi da "musica leggera", caratterizzato da una predilezione per le cadenze, da una enfasi sulle frasi nella tonalità fondamentale-dominante-sottodominante (escludendo così altri accordi) e dall'uso di frasi simmetriche e di strutture articolate in modo chiaro.
Lo stile galante, che fu l'origine dello stile classico, era nato come reazione alla "eccessiva complessità" della tarda musica barocca. Alcune delle sinfonie giovanili di Mozart hanno la forma di ouverture in tre movimenti nello stile italiano; molte di queste sono "omotonali", ossia tutti i tre movimenti sono nella stessa tonalità, essendo il movimento lento centrale nella relativa tonalità minore. Altri lavori "imitano" lo stile di Johann Christian Bach, mentre altri ancora mostrano la semplice forma bipartita in uso fra i compositori viennesi.
Passando dalla giovinezza alla prima maturità, Mozart iniziò a inserire alcune delle caratteristiche fondamentali dello stile barocco all'interno delle proprie composizioni: per esempio, la Sinfonia n. 29 in la maggiore K 201 impiega nel primo movimento un tema principale in forma contrappuntistica e sono presenti anche sperimentazioni con frasi di lunghezza irregolare. A partire dal 1773 appaiono nei quartetti dei movimenti conclusivi in forma di fuga, probabilmente influenzati da Haydn, che aveva incluso finali in questa forma nei quartetti dell'opera 20. L'influenza dello stile Sturm und Drang, che preannuncia col suo carattere la futura era romantica è evidente in alcune delle composizioni di quel periodo di entrambi gli autori, fra cui spicca la Sinfonia n. 25 in sol minore K 183, la prima delle due uniche sinfonie in tonalità minore scritte da Mozart.
(Richard Wagner)
Mozart fu anche uno dei grandi autori di opere; egli passava con grande facilità e naturalezza dalla scrittura strumentale a quella vocale. Le sue opere appartengono ai tre generi principali in voga alla fine del Settecento: l'opera buffa (Le nozze di Figaro, Don Giovanni e Così fan tutte), l'opera seria (Idomeneo e La clemenza di Tito) e il Singspiel (Il ratto dal serraglio e Il flauto magico). In tutte le sue grandi opere Mozart impiega la scrittura strumentale per sottolineare lo stato psicologico dei personaggi e i cambiamenti di situazione drammatica. La scrittura operistica e quella strumentale si influenzano a vicenda: l'orchestrazione via via più sofisticata che Mozart adotta per le composizioni strumentali (sinfonie e concerti in primo luogo) viene adottata anche per le opere, mentre l'uso particolare che egli fa del colore strumentale per evidenziare gli stati d'animo ritorna anche nelle ultime composizioni non operistiche.

## Mozart e i compositori contemporanei

### Franz Joseph Haydn

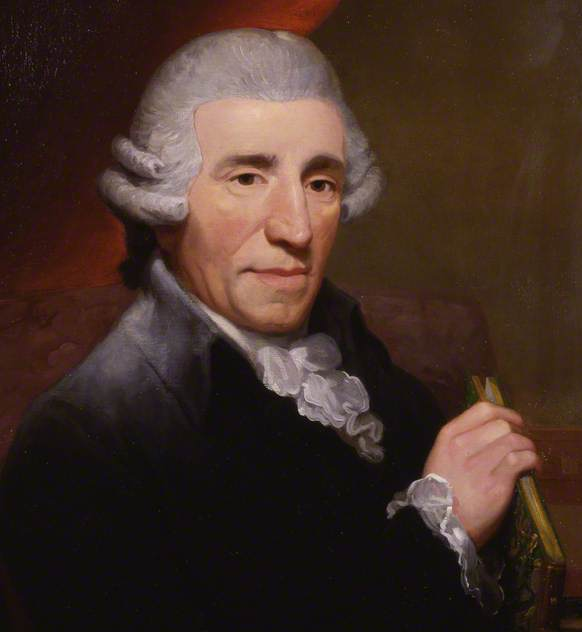
Ritratto di Joseph Haydn (1792)

Una grande amicizia e reciproca stima contraddistingue il legame che unisce Mozart a Haydn, nonostante quest'ultimo fosse di ventiquattro anni più anziano. Non è possibile stabilire con certezza quando Mozart entrò in rapporti di amicizia con Haydn, ma di certo si sa che nel 1785 i due musicisti erano intimi amici, tanto da darsi del tu, ed ebbero diversi incontri in casa dei fratelli Storace, avendo occasione e di parlare di musica e di eseguire insieme musica cameristica.
Mozart ebbe come intimo amico il fratello Michael Haydn e ciò fu importante per la conoscenza di Joseph. Haydn, dalla residenza degli Esterházy dove prestava servizio, si recava spesso a Vienna dove Mozart si era definitivamente trasferito nel 1781.
A Haydn non poteva sfuggire la grandezza di Mozart ma non concepì questo fatto oggettivo con ostilità e invidia, bensì ne raccolse i suggerimenti compositivi. E ciò avvenne anche per Mozart che pubblicamente rese nota la sua riconoscenza a Haydn dedicandogli sei quartetti (K 387, K 421, K 428, K 458, K 464 e K 465) e apprezzò per tutta la vita il compositore più di ogni altro musicista del passato o contemporaneo.
Mozart compose i citati quartetti tra il 1782 e il 1785, un'eccezione per un compositore che più volte aveva scritto concerti in poche ore e che a volte mandava a memoria la propria parte, presente solo nella sua testa ma non ancora riportata su uno spartito.
La ragione è semplice: i quartetti furono scritti nel modo rivoluzionario inventato da Haydn, pubblicando proprio nel 1771 i sei quartetti russi op. 33, la cui modalità di composizione fu da Haydn stesso definita "nuova e speciale maniera". La "nuova e speciale maniera" era costituita dall'abbandono dei principi compositivi del settecento della melodia con accompagnamento per dare invece un ugual risalto alle quattro voci dell'organico che si trovavano ora a colloquiare in modo paritetico.
Mozart aveva quindi due problemi da risolvere: imparare a comporre nel nuovo modo e trovare un proprio modo espressivo. Quale conseguenza della reciproca amicizia e stima, furono tramandate due opere parallele e immortali. La stima che Haydn aveva di Mozart è ben descritta nelle parole che Haydn dice al padre: «Vi dico innanzi a Dio, da galantuomo, che vostro figlio è il più grande compositore che io conosca, di nome e di persona. Ha gusto e possiede al sommo grado l'arte del comporre».
Quando Mozart morì a trentacinque anni, Haydn era a Londra. Seppe della morte dell'amico e collega solo al suo rientro a Vienna (1792), rimanendone rattristato.

## Mito e aneddotica
La figura di Mozart è stata idealizzata dal Romanticismo, che ne ha fatto un'antonomasia, rendendola paradigmatica dell'ideale del genio spontaneo alla base di molte teorie estetiche ottocentesche, fino a creare un mito di Mozart che nell'immaginario collettivo è più popolare della sua stessa musica e che si è prestato a numerose trasposizioni letterarie, musicali, cinematografiche. Alcune convinzioni comuni sulla genialità del compositore nascono da questa idealizzazione e traggono forza da pochi aneddoti, come quello che vede il quattordicenne Wolfgang riscrivere a memoria il Miserere di Gregorio Allegri, dopo averlo ascoltato a Roma nella Settimana santa del 1770, o quello che narra di come abbia composto l'ouverture del Don Giovanni in una sola notte.
Parte del mito si nutre del suo senso dell'umorismo scurrile, testimoniato ad esempio dalle lettere alla cugina Maria Anna Thekla o da una serie di canoni scatologici, e lo fa dipendere da un carattere perennemente infantile, proiezione adulta di un enfant prodige che è geniale proprio in quanto inconsapevole.
Al di là del mito, Mozart fu invece un uomo complesso, un intellettuale di idee illuministe e progressiste, di vasta cultura, che parlava quattro lingue, amava la poesia e il teatro, si interessava di matematica, coltivava la letteratura e possedeva una vasta e moderna biblioteca. La sua adesione alla massoneria e le tematiche delle sue opere, da lui certamente concordate con i librettisti (soprattutto Lorenzo Da Ponte), sono state lette come testimonianze del suo pensiero.

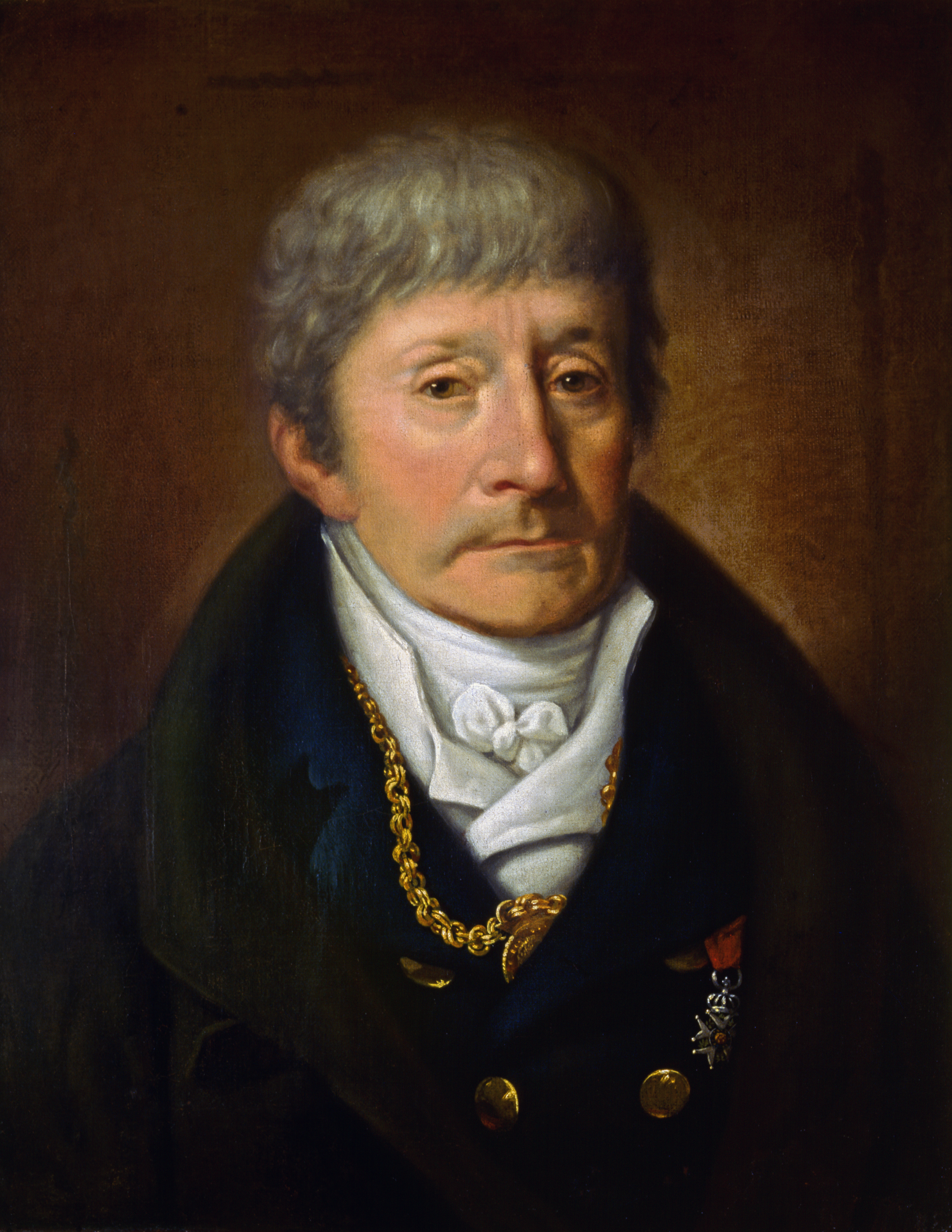
Antonio Salieri

Una ben nota leggenda propagandata per prima dalla letteratura (il Mozart e Salieri di Puškin), poi dalla musica stessa (l'opera omonima di Rimskij-Korsakov) e più tardi anche dal teatro e dal cinema (l'Amadeus teatrale di Peter Shaffer e l'omonimo film di Miloš Forman) iniziò a svilupparsi subito all'indomani della morte di Mozart. La fine del compositore fu tramandata con elementi gotici, ma soprattutto si finì per vociferare che fosse stato avvelenato per invidia dal collega italiano Antonio Salieri.
Salieri, maestro di Beethoven, Schubert, Liszt e molti altri, tra cui lo stesso Franz Xaver Mozart, era un uomo stimato e di buon cuore, compositore assai valido e, quando Mozart fu in vita, più apprezzato di lui nell'opera italiana. Verso il 1823, ormai anziano e malato, fu travolto dalla maldicenza che ferì per sempre la sua reputazione.
I suoi rapporti con il collega salisburghese difficilmente furono ostili come si è tramandato e come, in alcune lettere, sembrarono adombrare Wolfgang e suo padre Leopold: in realtà i due musicisti collaborarono (Per la ricuperata salute di Ofelia), Salieri diresse almeno una sinfonia di Mozart (la n. 40 in sol minore) e fu certamente tra coloro che seguirono il suo funerale.

## Prestiti da e verso altri autori
Nel Requiem sono rintracciabili intere frasi musicali tratte da composizioni di Georg Friedrich Händel e di molti altri, tra cui Michael Haydn. Mozart in alcune occasioni rielabora temi di Muzio Clementi: Ludwig Berger, allievo di Clementi, su Caecilia del 1829 stampa l'incipit della sonata Op. 24 n. 2 del suo maestro e osserva ironicamente che "forse è a questo tema che dobbiamo il geniale Allegro dell'ouverture della Zauberflöte, un'opera insuperata nel suo genere."
È stata enorme l'influenza di Mozart sugli operisti napoletani e italiani, compreso il grande Rossini, in gioventù soprannominato "il tedeschino" per lo studio di Mozart e altri grandi sinfonisti. Beethoven usò due temi mozartiani (sonate K 332 e Fuga dalla Fantasia K 394) nella sua sinfonia pastorale e Mendelssohn sfruttò in diverse composizioni temi ispirati a Mozart.

## Riconoscimenti
A Mozart sono dedicati il cratere Mozart su Mercurio e l'asteroide 1034 Mozartia.

## Nella cultura di massa

### Cinema
- Melodie eterne (Italia, 1940), film diretto da Carmine Gallone. Biografia romanzata del compositore, qui interpretato da Gino Cervi.
- Mozart in viaggio verso Praga (1974), breve sceneggiato televisivo diretto da Stefano Roncoroni e prodotto dalla RAI. Tratto dall'omonimo racconto (1856) di Eduard Mörike, vede Raoul Grassilli nel ruolo di Mozart e Carmen Scarpitta nel ruolo di Constanze. Ritrae un episodio della vita del compositore, in viaggio verso Praga, dove andrà in scena la prima assoluta del suo Don Giovanni.
- Mozart (1982), sceneggiato televisivo, di Marcel Bluwal, coproduzione Francia, Belgio, Italia, Canada, Svizzera. Corretta miniserie di sei puntate. Il protagonista è Christoph Bantzer. Fra gli attori, tre italiani: Carlo Rivolta nel ruolo di Salieri, Stefano Satta Flores in quello di Lorenzo Da Ponte e Arnoldo Foà in quello di Giovanni Battista Martini.
- Noi tre (Italia, 1984), film cinematografico, di Pupi Avati. La trama, con tratti onirici e favolistici, è ispirata al soggiorno che il quattordicenne Mozart, detto Amadé (Christopher Davidson) fece nei pressi del capoluogo emiliano nel 1770, ospite del conte Gian Luca Pallavicini.
- Amadeus (Stati Uniti, 1984). Il film di Miloš Forman ha vinto complessivamente otto Oscar fra cui quello per il miglior film. Nel ruolo di Mozart recita Tom Hulce, accanto a F. Murray Abraham nel ruolo di Antonio Salieri, Simon Callow (Emanuel Schikaneder), Elizabeth Berridge (Constanze Weber Mozart) e Jeffrey Jones nel ruolo dell'imperatore Giuseppe II.

### Filatelia
- Hanno dedicato francobolli a Mozart molti Stati e amministrazioni postali del mondo.

### Letteratura
- Nel 1856 lo scrittore tedesco Eduard Mörike scrisse il racconto romantico Mozart in viaggio verso Praga, che narra il viaggio compiuto da Wolfgang e dalla moglie Constanze verso Praga per allestire la prima rappresentazione del Don Giovanni (29 ottobre 1787).
- Nel romanzo Il piacere (1889) il protagonista Andrea Sperelli, in fatto di gusti musicali, dice di preferire su tutti Bach, a cui si può paragonare solo Mozart; commentando quest'ultimo, Sperelli nega nel salisburghese l'esistenza di una natura esclusivamente apollinea, come sembrerebbero dimostrare il Tuba mirum del Requiem e il finale del Don Giovanni.[230]
- Nel 2006, lo scrittore francese Christian Jacq ha scritto una saga dedicata a Mozart, che comprende Il maestro segreto, Il figlio della luce, Il fratello del fuoco e Il prediletto di Iside. La tetralogia è stata edita in Italia nello stesso anno dalla Cairo Editore.

### Musica
- Wolfango Amedeo (2006), canzone vincitrice del 49º Zecchino d'Oro.[231]
- Rock me Amadeus (1985) del cantante e musicista austriaco Falco.

### Teatro
- Amadeus, di Peter Shaffer (Regno Unito, 1978), adattata al cinema nell'omonimo film di Miloš Forman.
- Mozart, l'opéra rock (Francia, 2009), musical di Dove Attia e Albert Cohen. La parte di Mozart è interpretata dal cantante italiano Mikelangelo Loconte.

### Testi di Mozart e testi da lui musicati
- Wolfgang Amadeus Mozart, Lettere, a cura di Elisa Ranucci, con introduzione di Enzo Siciliano, Ugo Guanda Editore, Parma 2010, ISBN 978-88-8246-907-8
- Wolfgang Amadeus Mozart, Lettere alla cugina, traduzione di Claudio Groff, postfazione di Juliane Vogel, Feltrinelli, Milano 2013, ISBN 978-88-07-90066-2
- Tutti i libretti di Mozart, a cura di Marco Beghelli, Garzanti, Milano 1990, ISBN 978-88-114-1062-1
- Wolfgang Amadeus Mozart, Tutti i libretti d'opera, a cura di Piero Mioli, Newton Compton, Roma 2006, ISBN 88-541-0590-2

### Biografie e letteratura critica
- Bernhard Paumgartner, Mozart, traduzione di Carlo Pinelli, Collana Saggi n.62, Torino, Einaudi, I ed. luglio 1945; Collana Saggi n.591, Einaudi, 1978-1991; Collana ET Saggi n.205, Einaudi, 1994.
- Hermann Abert, Mozart, 2 volumi, Il Saggiatore, Milano, 1984 e 1994, ISBN 88-428-0219-0
- (EN) Hermann Abert, W. A. Mozart, Cliff Eisen (ed.), Stewart Spencer (trans.), New Haven, Yale University Press, 2007, ISBN 978-0-300-07223-5, OCLC 70401564.
- (EN) Otto Erich Deutsch, Mozart: A Documentary Biography, Peter Branscombe, Eric Blom, Jeremy Noble (trans.), Stanford, Stanford University Press, 1965, ISBN 978-0-8047-0233-1, OCLC 8991008.
- (EN) Robert W. Gutman, Mozart: A Cultural Biography, San Diego, Harcourt, 1999, ISBN 0-15-601171-9.
- (EN) Ruth Halliwell, The Mozart Family: Four Lives in a Social Context, Oxford, Oxford University Press, 1998, ISBN 0-19-816371-1.
- (EN) Stanley Sadie, Mozart: The Early Years, 1756–1781, New York, W.W. Norton & Co, 2006, ISBN 0-393-06112-4.
- (EN) William Stafford, The Mozart Myths: A Critical Reassessment, Stanford, Stanford University Press, 1991, ISBN 0-8047-1937-3. URL consultato il 9 aprile 2024.
- (EN) Neal Zaslaw, Mozart's Symphonies: Context, Performance Practice, Reception, Oxford, Clarendon Press, 1991, ISBN 0-19-816286-3.
- (EN) Maynard Solomon, Mozart: A Life, 1st, New York City, HarperCollins, 1995, ISBN 978-0-06-019046-0, OCLC 31435799.
  -  Maynard Solomon, Mozart, traduzione di Andrea Buzzi, Milano, Mondadori, 1999  [1996], ISBN 88-04-45404-0.
- Magnus Tessing Schneider, From Metastasio to Mazzolà: Clemency and Pity in La clemenza di Tito, in Magnus Tessing Schneider e Ruth Tatlow (a cura di), Mozart's La clemenza di Tito: A Reappraisal, Stoccolma, Stockholm University Press, 2018,  pp. 56-96, DOI:10.16993/ban.c, ISBN 978-91-7635-055-3.
- Fabrizio Alfieri, Mozart. Il viaggio iniziatico nel «Flauto magico», Oriental Press - Luni Editrice, Milano, 2006
- Lorenzo Arruga, Mozart da vicino, Rizzoli, 2006 - ISBN 88-17-00981-4
- Francesco Attardi, Viaggio intorno al flauto magico, Libreria Musicale Italiana Editrice, 2006
- Chiara Bertoglio, Voi suonate amici cari. La musica di Mozart tra palcoscenico e tastiera, Marco Valerio, Torino, 2005
- Lidia Bramani, Mozart massone e rivoluzionario, Milano, Bruno Mondadori, 2005, ISBN 978-88-424-9128-6.
- Piero Buscaroli, La morte di Mozart, BUR Saggi, Milano, 2002 - ISBN 88-17-00944-X
- Luciano Cacciavillani, Mozart... amico mio!, GDS Edizioni, Milano, 2009 - ISBN 978-88-96255-28-5
- Paolo Cattelan, Mozart. Un mese a Venezia, Marsilio, 2000, ISBN 978-88-317-6595-4
- Edward Joseph Dent, Il teatro di Mozart, Rusconi, 1979, ISBN 88-18-70086-3
- Alfred Einstein, Wolfgang Amadeus Mozart. Il carattere e l'opera, Rizzoli, 1951, ISBN 978-88-759-2133-0
- Wolfgang Hildesheimer, Mozart, Sansoni, Firenze, 1979
- Stefan Kunze, Il teatro di Mozart, Marsilio, 1990, ISBN 978-88-317-8986-8
- Piero Melograni, WAM La vita e il tempo di Wolfgang Amadeus Mozart, Laterza. 2003 - ISBN 88-420-7058-0
- Renato Musto – Ernesto Napolitano, Una favola per la ragione. Miti e storia nel “Flauto magico” di Mozart, 1981, ristampa 2006, ISBN 88-7088-520-8
- Marco Murara (a cura di), Tutte le lettere di Mozart. L'epistolario completo della famiglia Mozart dal 1755 al 1791, pp. 2022, 3 tomi, Zecchini Editore, ottobre 2011, ISBN 978-88-6540-014-2
- Marco Murara (a cura di), Tutte le lettere di Mozart. L'epistolario completo della famiglia Mozart dal 1755 al 1791, Seconda edizione riveduta e ampliata, pp. 2022, 3 tomi, Zecchini Editore, giugno 2020, ISBN 978-88-6540-248-1
- Marco Murara (a cura di), Mozart. Le cronache. La biografia mozartiana in oltre duemila documenti dal 1756 al 1792, pp. 1628, 2 tomi, Zecchini Editore, aprile 2021, ISBN 978-88-6540-300-6
- Georg Nikolaus Nissen, Biografia di Wolfgang Amadeus Mozart a cura di Marco Murara, pp. 700, Zecchini Editore, aprile 2018, ISBN 978-88-6540-195-8
- Marco Murara e Bruno Bianco, ed., Mozart. Tutti i testi delle composizioni vocali, Marco Valerio, Torino, 2005 ISBN 88-7547-010-3
- Ernesto Napolitano, Mozart, verso il Requiem, frammenti di felicità e di morte, Torino, Einaudi, 2004, ISBN 88-06-16899-1
- A. Poggi, E. Vallora, Mozart, Signori il catalogo è questo, Einaudi, Torino, 1991, ISBN 88-06-14235-6
- Piero Rattalino, La vera storia di "Amadeus" e altri racconti, Zecchini Editore, Varese, 2005 - ISBN 88-87203-30-X
- Piero Rattalino, ed., Vita di Wolfgango Amadeo Mozart scritta da lui medesimo, Il Saggiatore, Milano, 2005 - ISBN 88-428-1244-7
- Stendhal, Vita di Mozart, Newton & Compton, Roma, ristampa 1996
- Fulvio Zanoni, Mozart ai Confini d'Italia, Associazione Mozart Italia, Rovereto 2012, ISBN 978-88-97402-07-7
- Enrico Stinchelli, Mozart. La vita e l'opera, Roma, Newton Compton, 1996, ISBN 88-8183-369-7.
- Cristina Wysocki, Le arie da concerto di Wolfgang Amadeus Mozart per voce di soprano, Libreria Musicale Italia, 2006, ISBN 88-7096-440-X
- Massimo Mila, Mozart. Saggi 1941-1987, a cura di Anna Mila Giubertoni, Torino, Einaudi, 2006, ISBN 88-06-18088-6.
- Massimo Mila, Lettura delle "Nozze di Figaro". Mozart e la ricerca della felicità, Einaudi, Torino 1979, ISBN 88-06-18937-9
- Massimo Mila, Lettura del Don Giovanni di Mozart, Torino, Einaudi, 1988, ISBN 88-06-59999-2.
- Massimo Mila, Lettura del Flauto magico, Einaudi, Torino 1989, ISBN 88-06-11630-4
- Luigi Della Croce, I concerti di Mozart, Mondadori, Milano 1990, ISBN 88-04-32904-1
- Loredana Lipperini, Mozart in rock, Il Saggiatore, Milano 2006, ISBN 88-515-2271-5
- Norbert Elias, Mozart. Sociologia di un genio, a cura di Michael Schröter, traduzione di Rossella Martini, Bologna, Il Mulino, 1991, ISBN 88-15-10959-5.
- Nicola Cellamare, Mozart a Parma, Parma, Graphital, 2025, ISBN 979-12-811631-1-9-.
- Andrea Frullini, Mozart e il divieto di successione, Raffaello Cortina Editore, Milano 2001, ISBN 88-7078-678-1
- Volkmar Braunbehrens, Mozart in Wien 1781-1791, Monaco/Zurigo, Piper Taschenbuch, 1986
- Christoph Wolff, Il Requiem di Mozart. La storia, i documenti, la partitura, trad. Riccardo Culeddu, Roma, Astrolabio, 2006, ISBN 978-88-340-1496-7
- Christoph Wolff, Mozart sulla soglia della fortuna. Al servizio dell'imperatore 1788-1791, traduzione di Davide Fassio, EDT, Torino 2013, ISBN 978-88-6639-960-5
- Alberto Basso, I Mozart in Italia, Edizioni dell'Accademia di Santa Cecilia, Roma 2006
- (EN) Laurenz Lütteken, The Depoliticized Drama: Mozart’s Figaro and the Depths of Enlightenment, in Patricia Hall (a cura di), The Oxford Handbook of Music Censorship, Oxford, Oxford University Press, 2015,  pp. 203-220, DOI:10.1093/oxfordhb/9780199733163.013.34, ISBN 978-0-19-998418-3.
- Cliff Eisen, Il vero Mozart, traduzione di Patrizia Rebulla, Milano, il Saggiatore, 2023, ISBN 978-88-428-3270-6. URL consultato il 6 gennaio 2025.